# 스즈키 왜건 R
스즈키 왜건 R은 일본의 자동차 제조사 스즈키에서 생산하는 경자동차이다. 같은 회사의 모델인 알토보다 높은 급에 위치한 모델이며, 파생 버전으로 스팅레이가 존재한다. 마쓰다(오토잼)에서 뱃지 엔지니어링하여 AZ-왜건 및 플레어라는 명칭으로도 팔리고 있다.

## 1세대

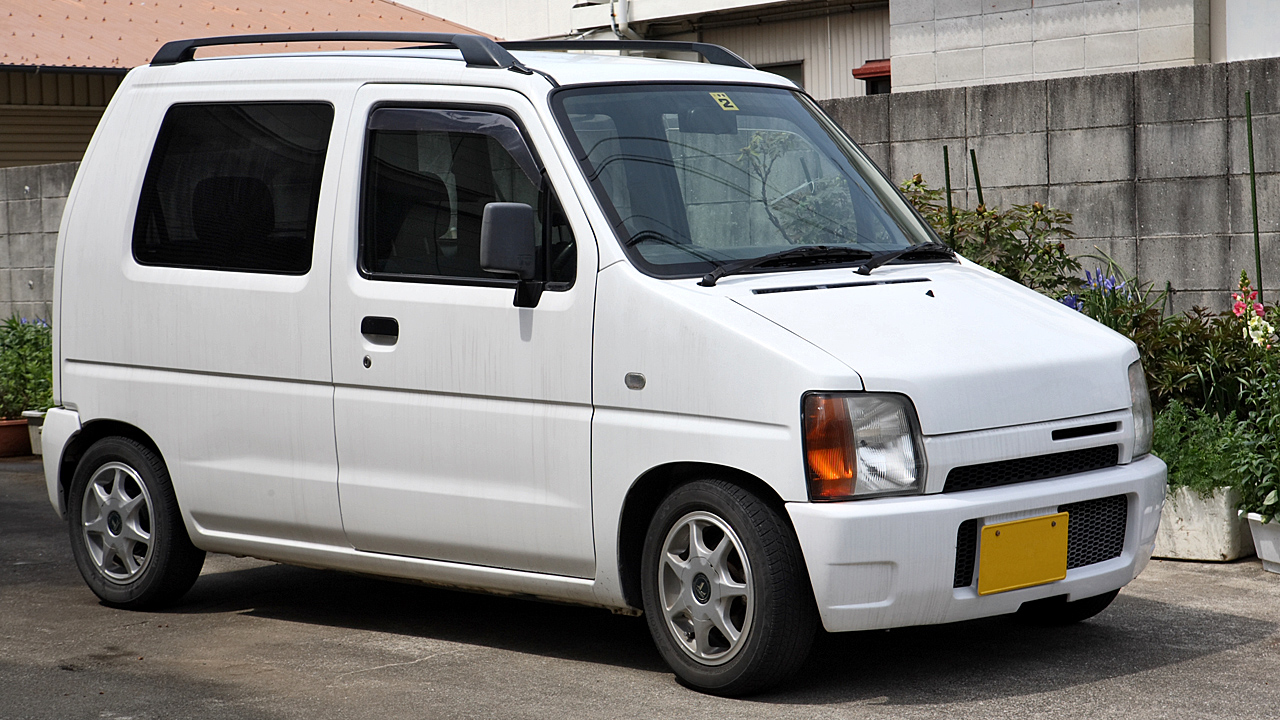
4도어 사양

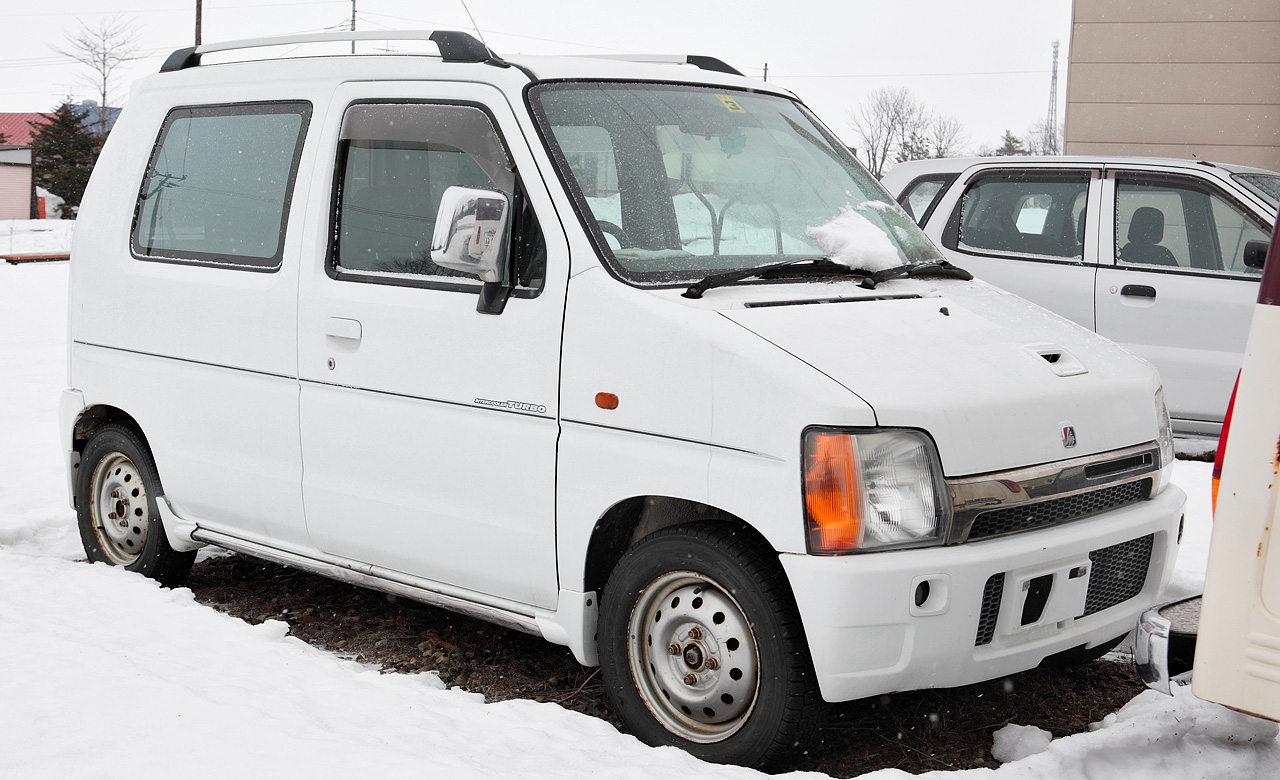
오토잼 AZ-왜건 전면부

1993년 출시되었으며, 1990년에 출시되었던 4세대 세르보의 플로어 패널을 기반으로 제작되었다. 1994년 6월에는 마쓰다에서 오토잼 브랜드로 뱃지 엔지니어링하여 AZ-왜건을 발매하였다. 1995년과 1996년에 2차례의 마이너체인지를 거쳤다. 1997년에는 상급 차종인 왜건 R 와이드와 복고풍 사양인 칼럼이 출시되었고, AZ 왜건은 오토잼 대신 마쓰다 브랜드로 팔리게 되었다.

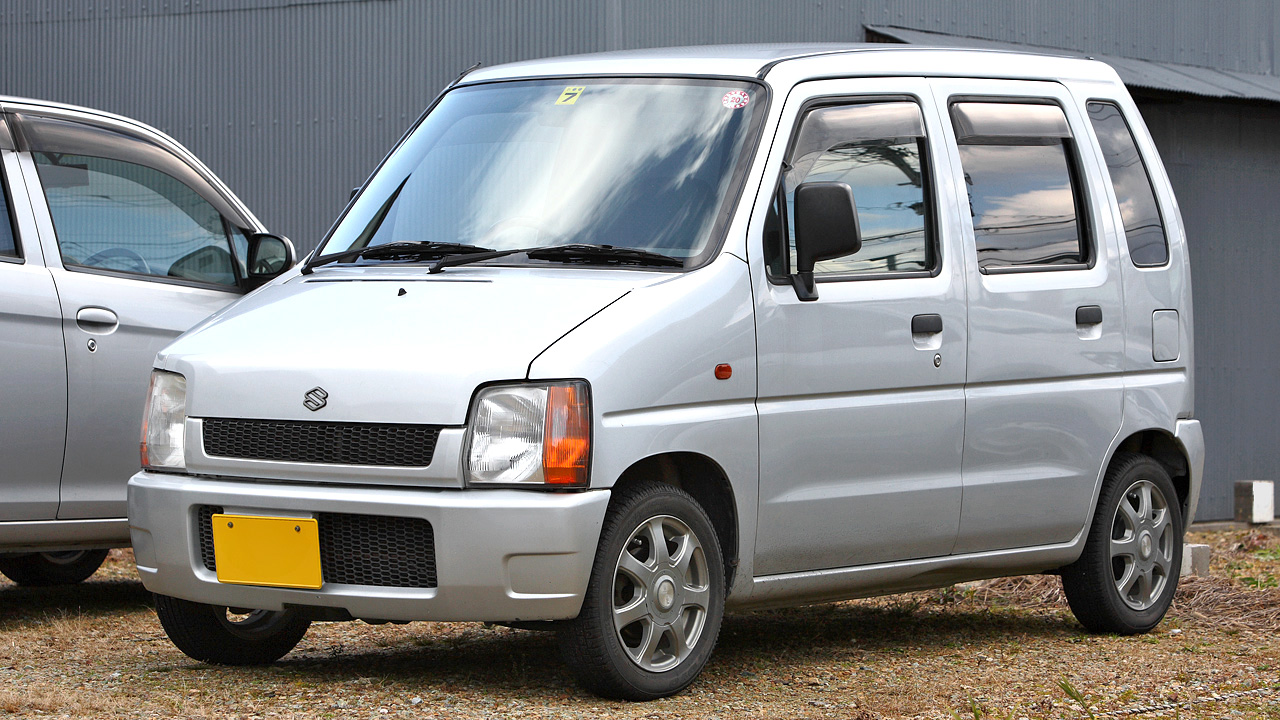
페이스리프트 사양
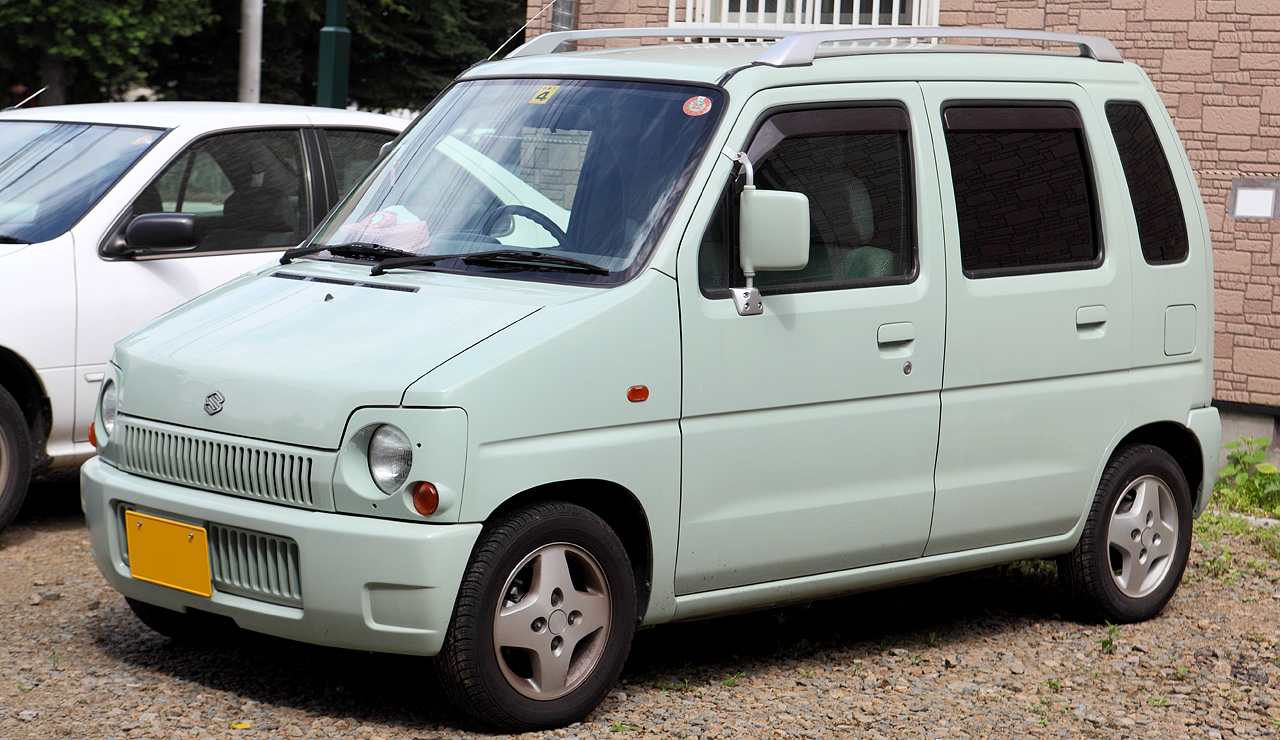
컬럼 사양

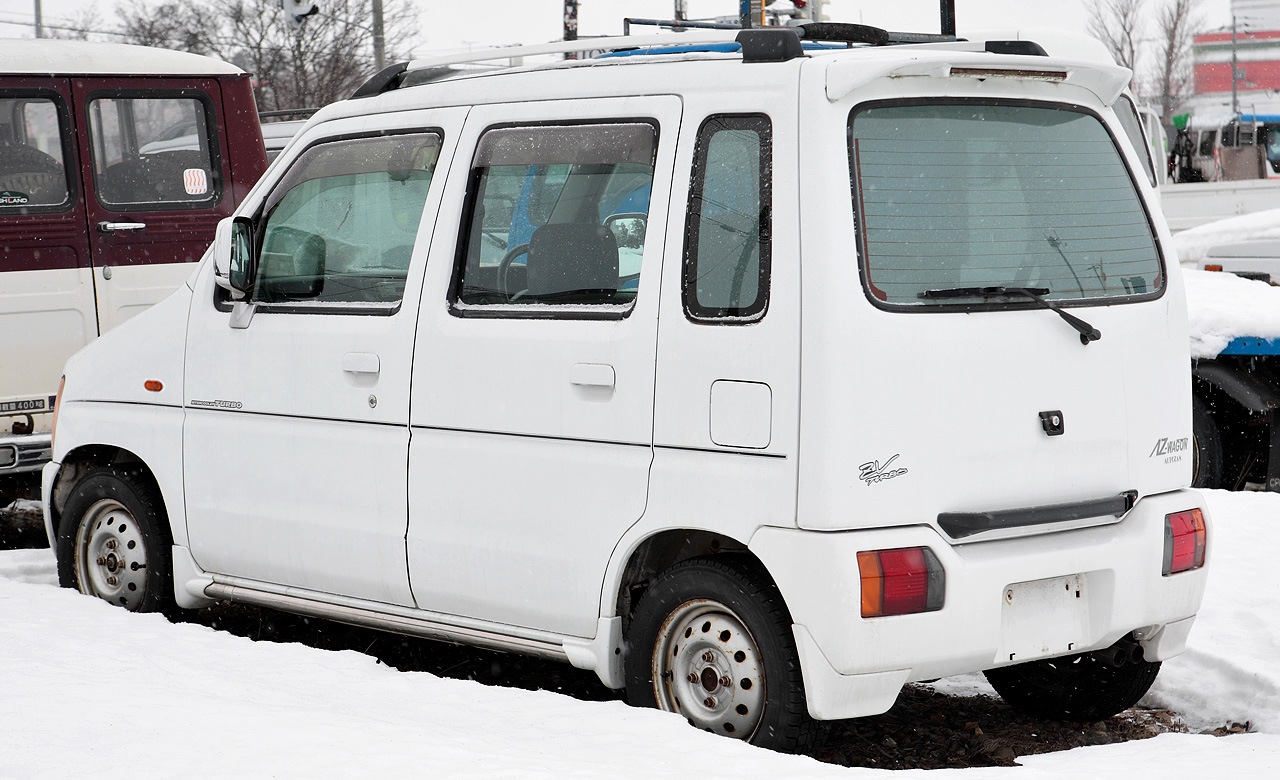
오토잼 AZ-왜건 후면부
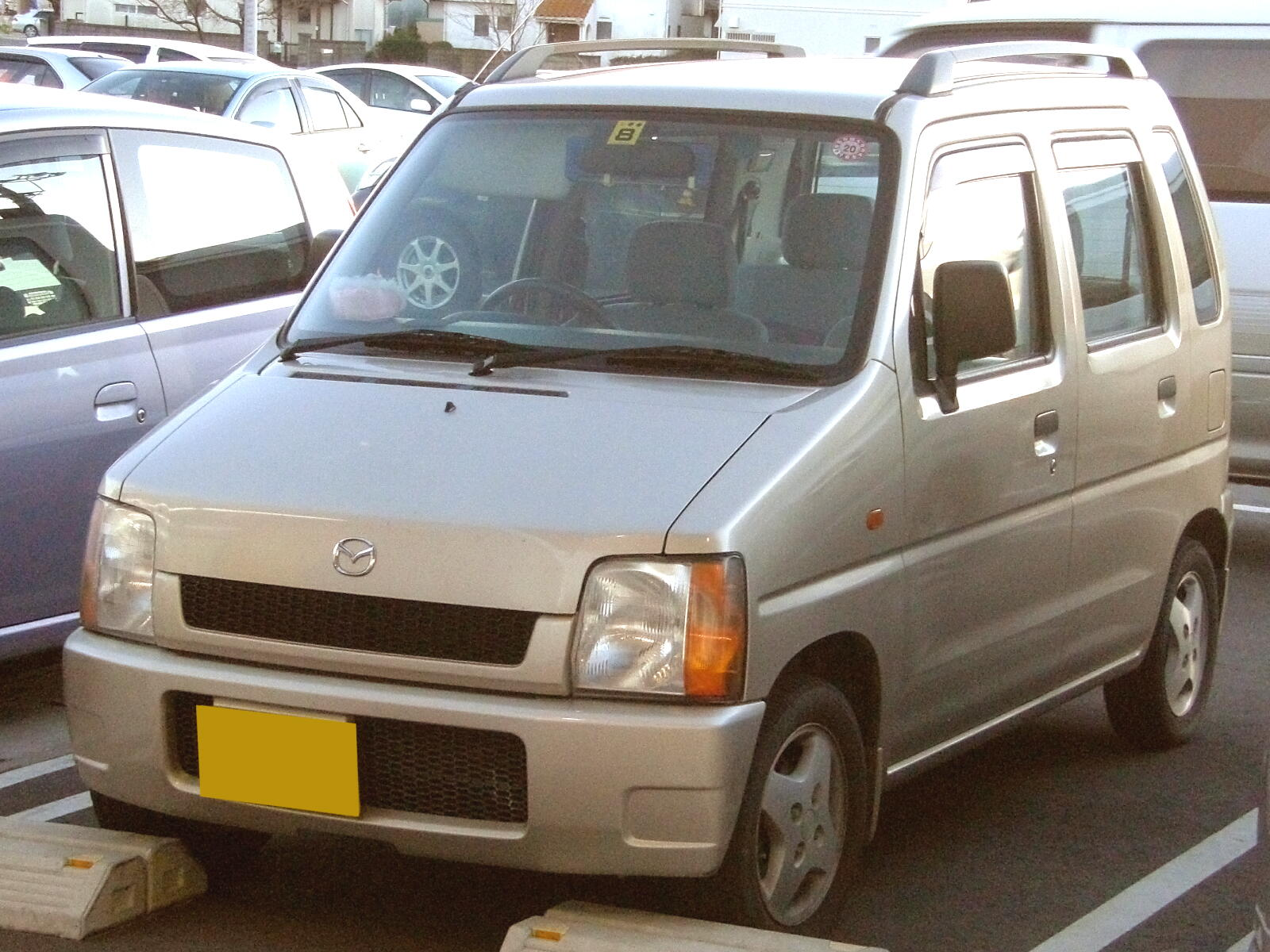
마쓰다 AZ-왜건 1세대

## 2세대

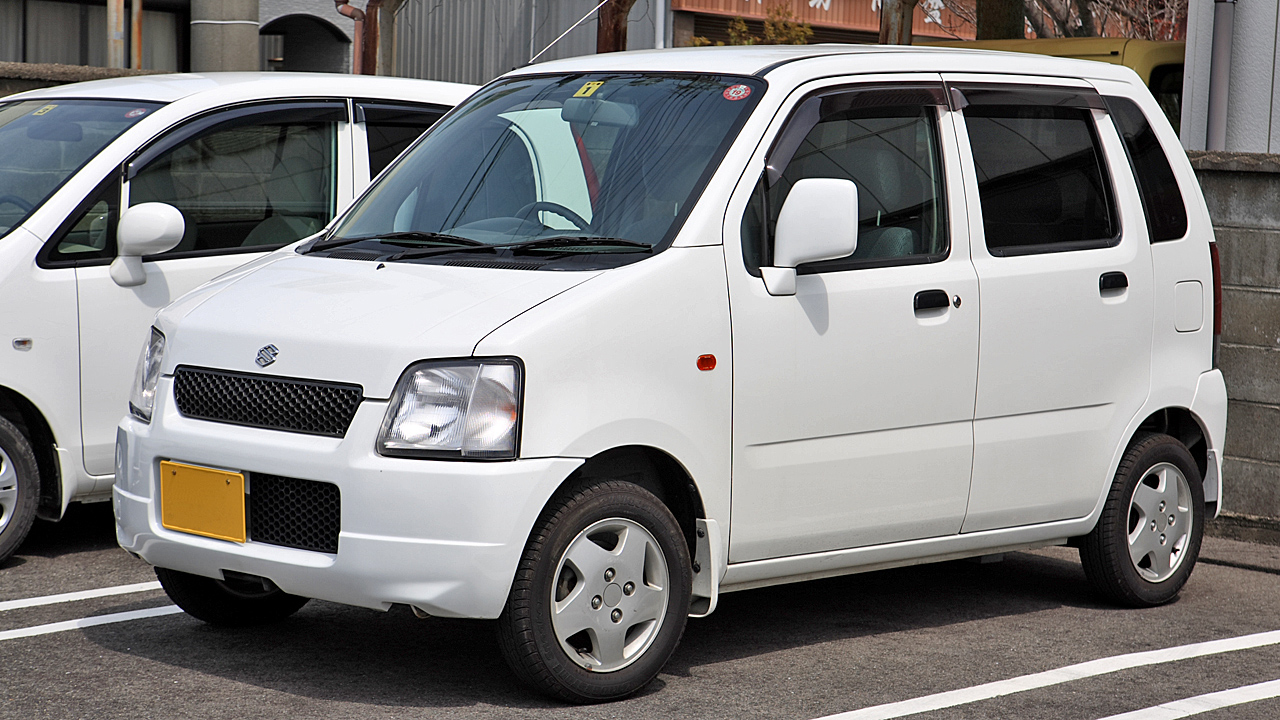
2세대 전기형

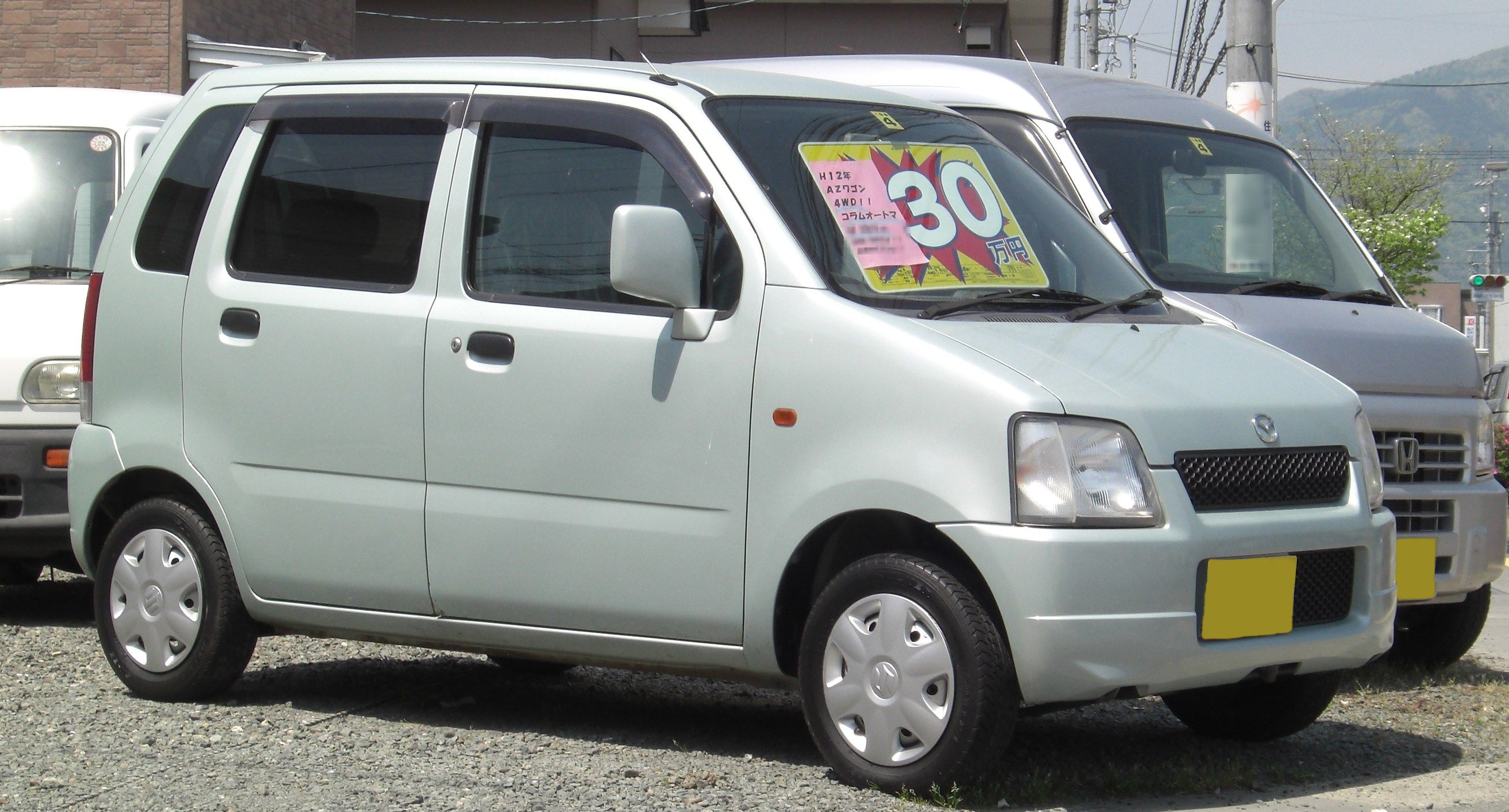
마쓰다 AZ-왜건 2세대 전기형 전면부

1998년 출시되었으며, 기존 디자인을 계승하면서 더 둥근 형태로 다듬었다.

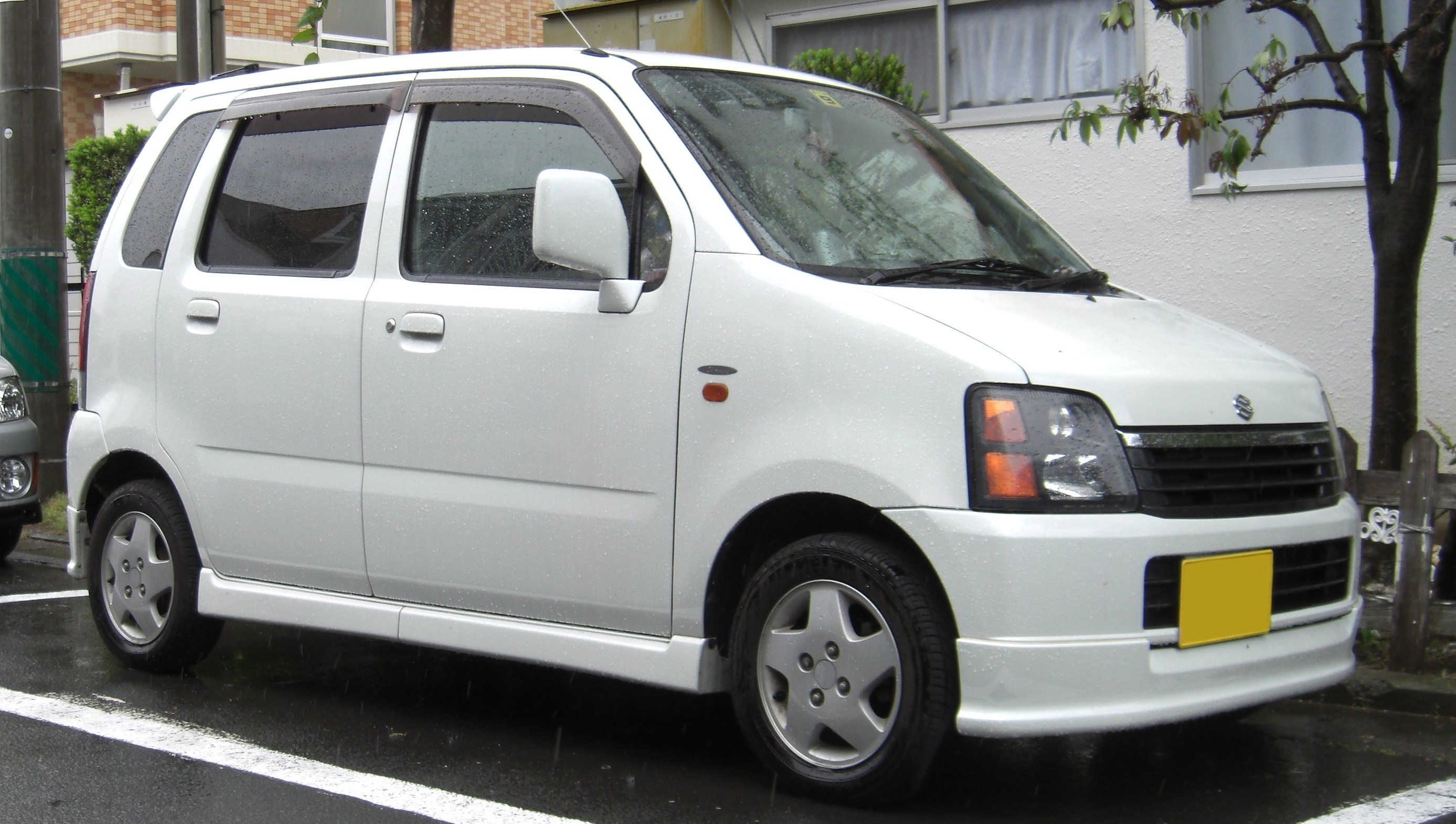
FM 에어로 사양
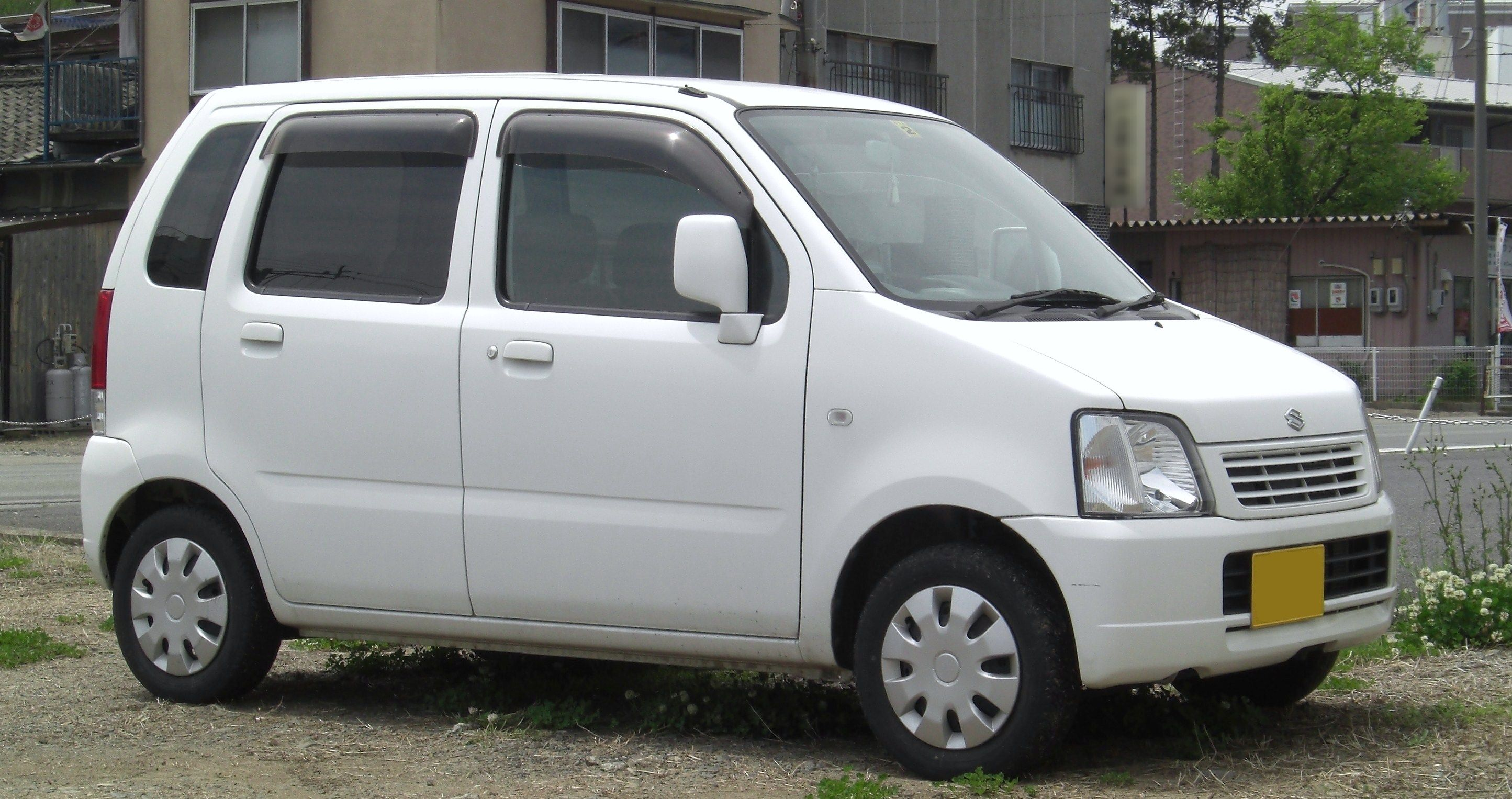
후기형

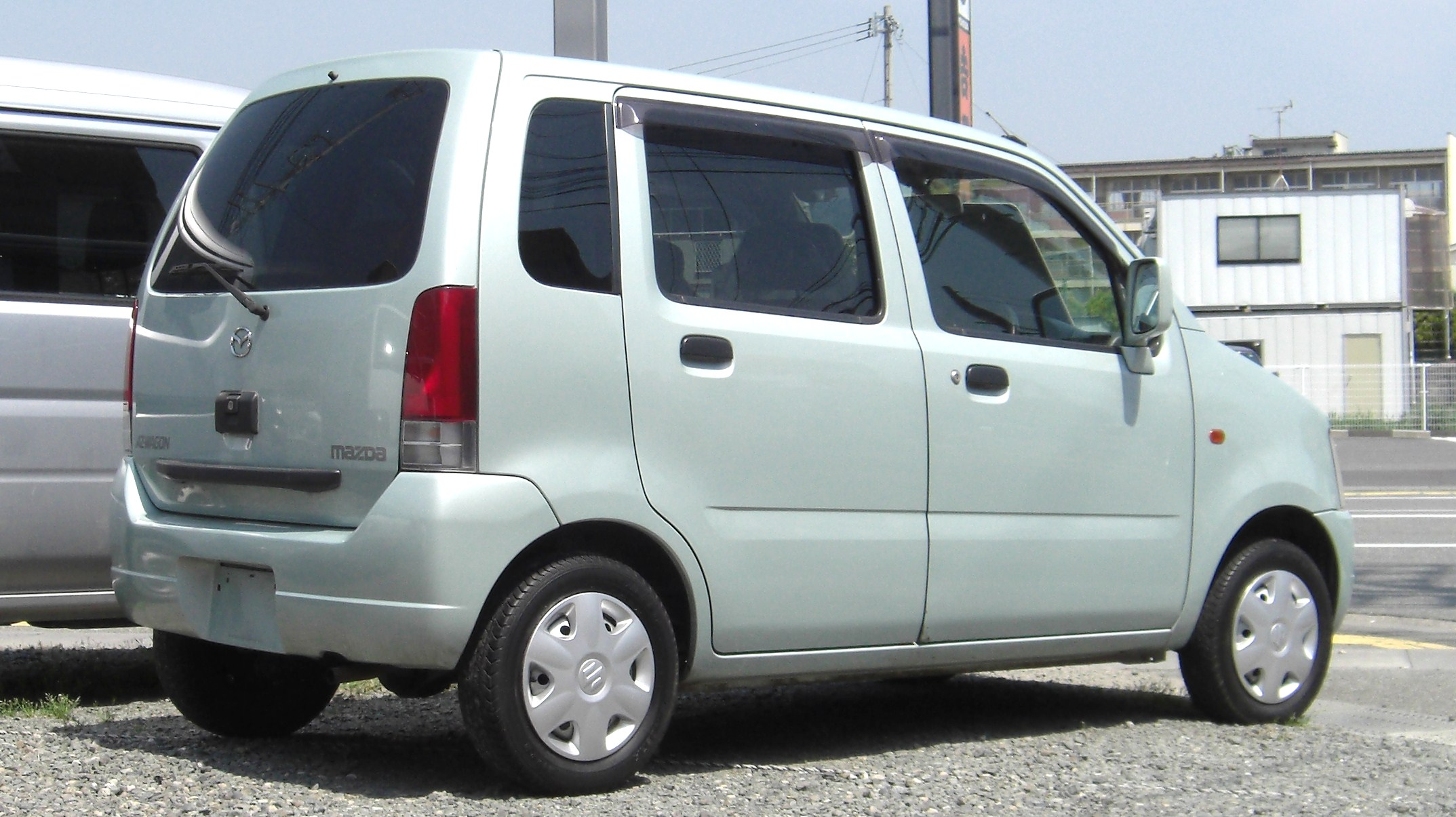
마쓰다 AZ-왜건 2세대 전기형 후면부
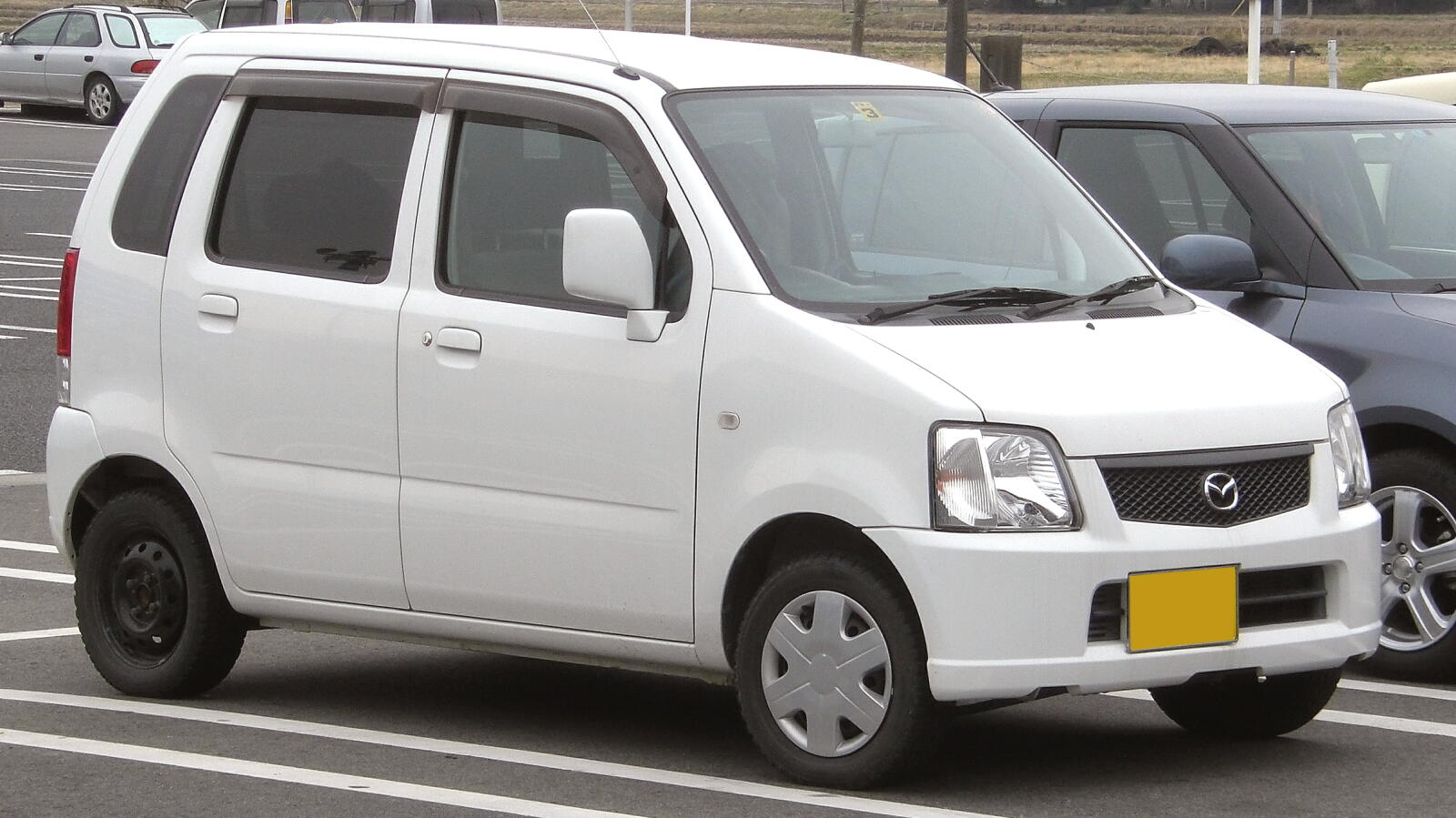
마쓰다 AZ-왜건 2세대 후기형

## 3세대

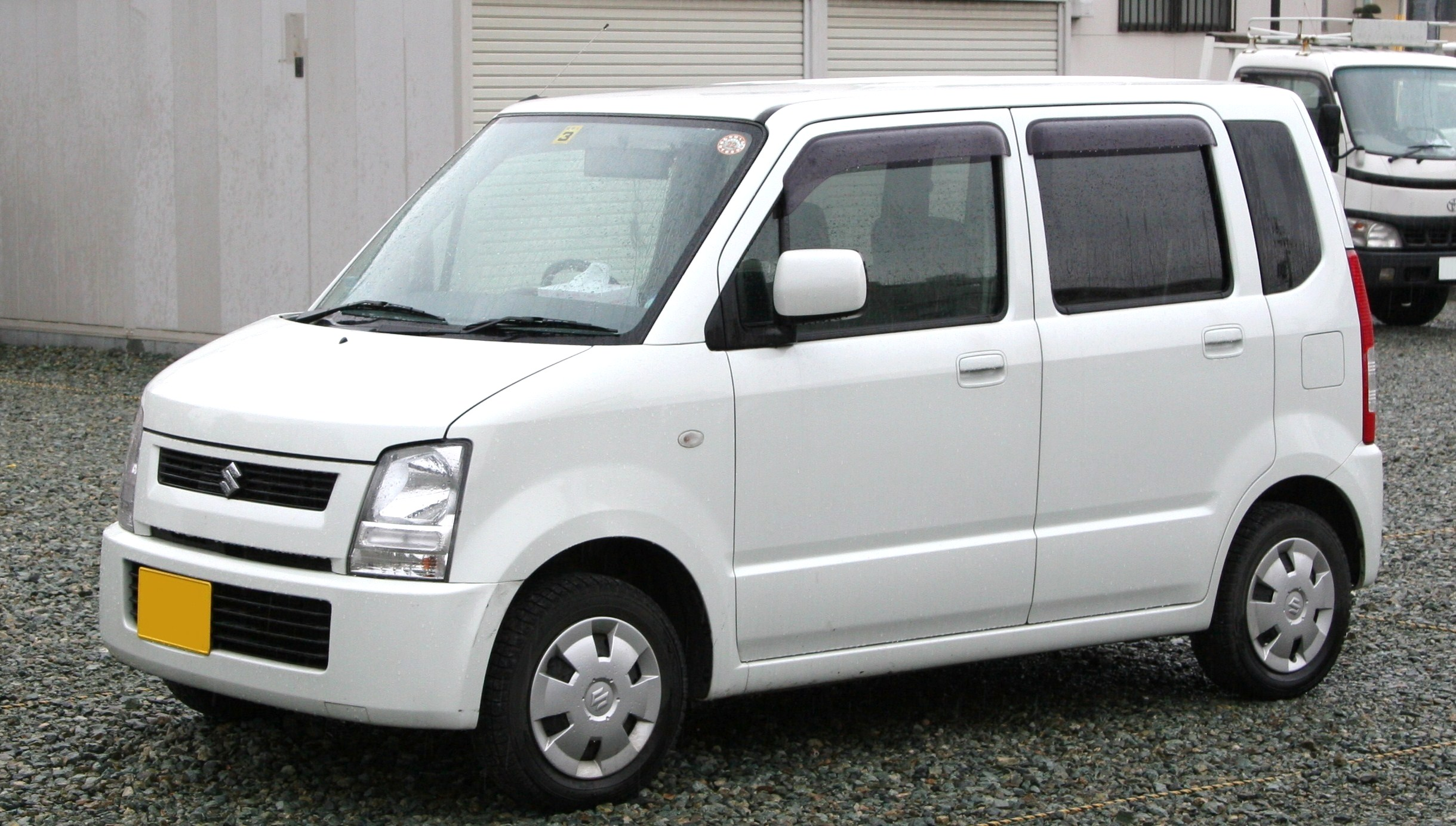
3세대 전기형 전면부

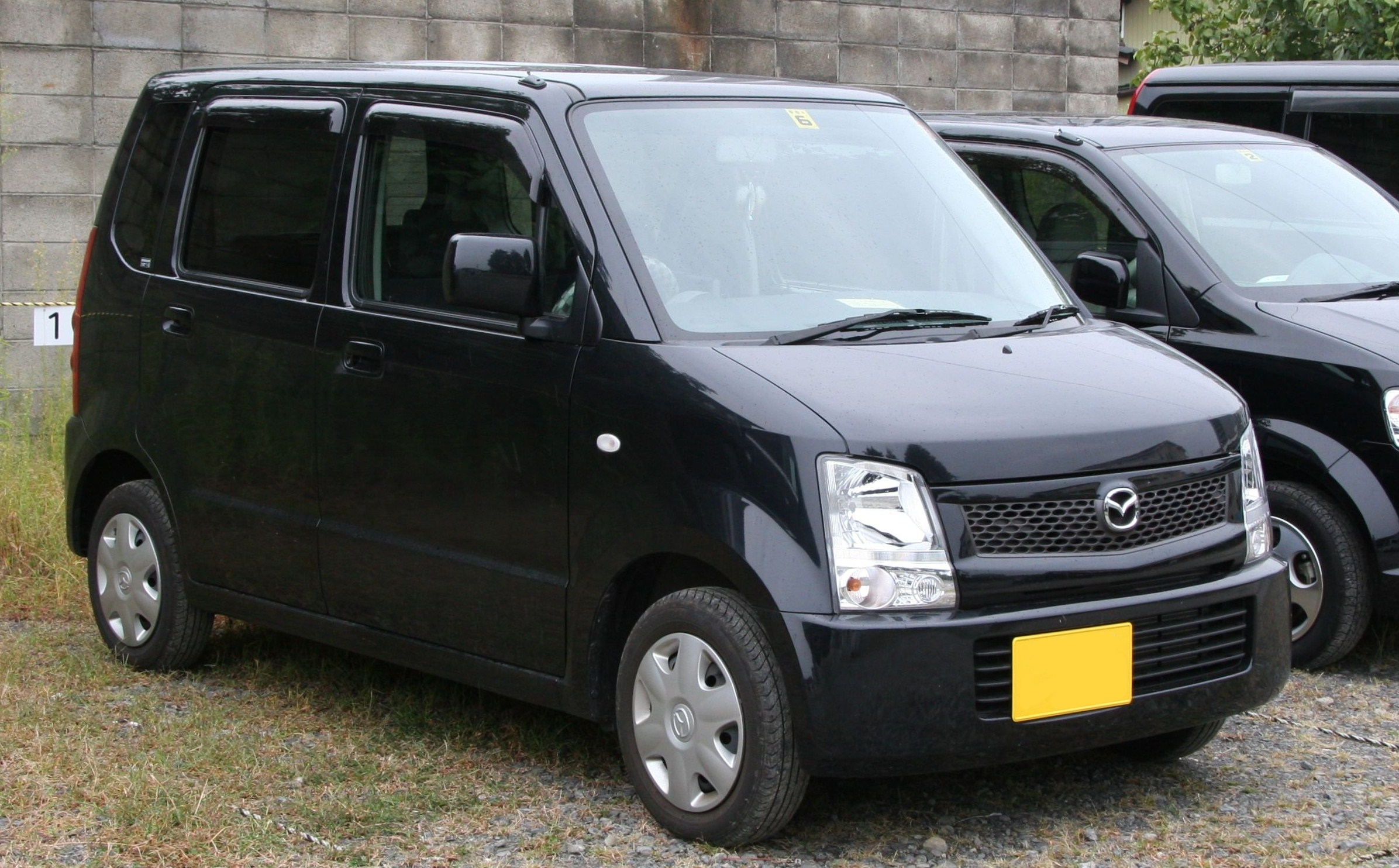
마쓰다 AZ-왜건 3세대 전면부

2003년에 출시되었다. 1세대같이 각진 디자인으로 변경되었으며, 새로운 플랫폼을 적용하였다. 2005년 마이너체인지를 거쳤으며 2007년에는 스팅레이가 처음으로 발매되었다.

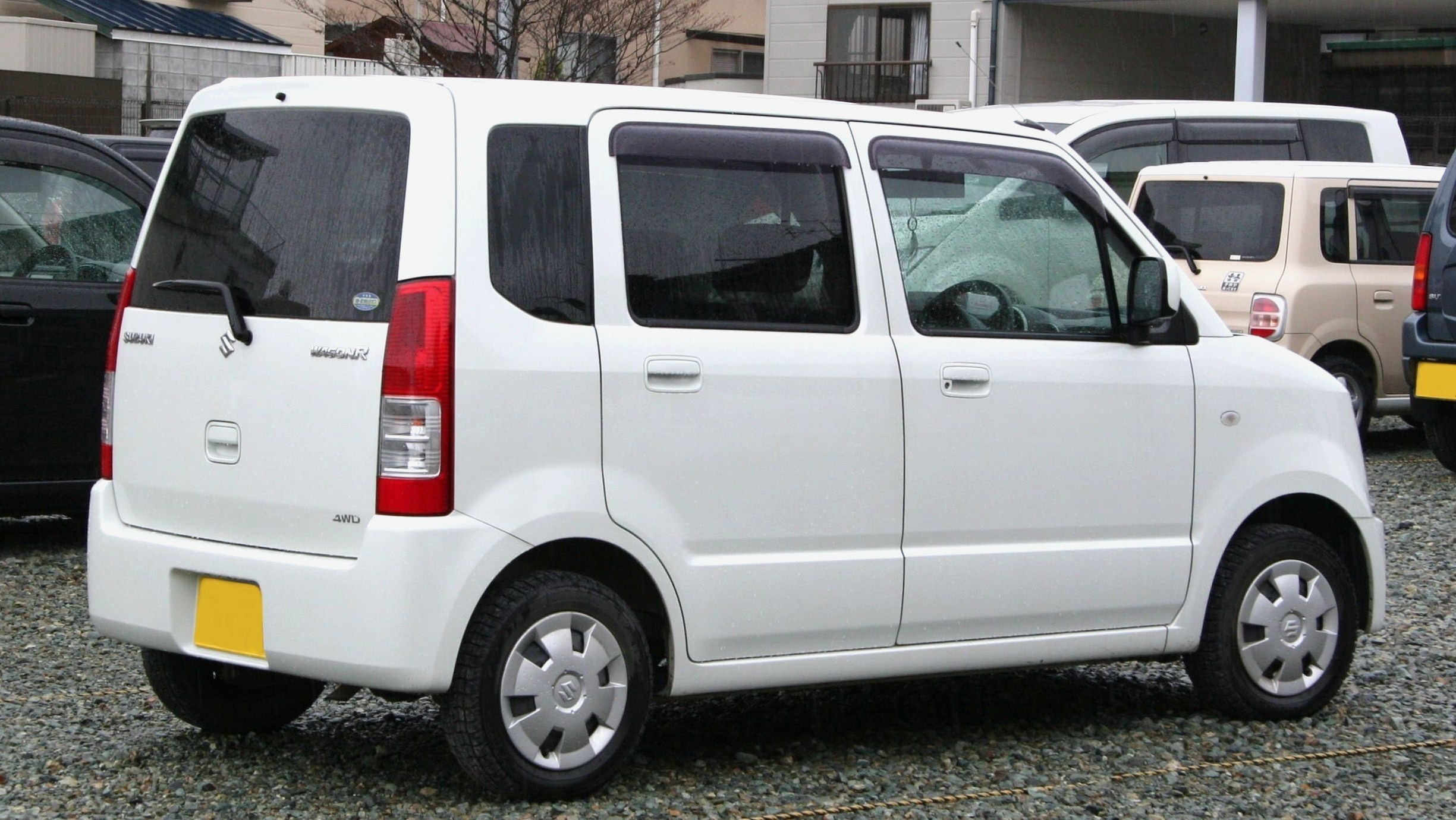
전기형 후면부
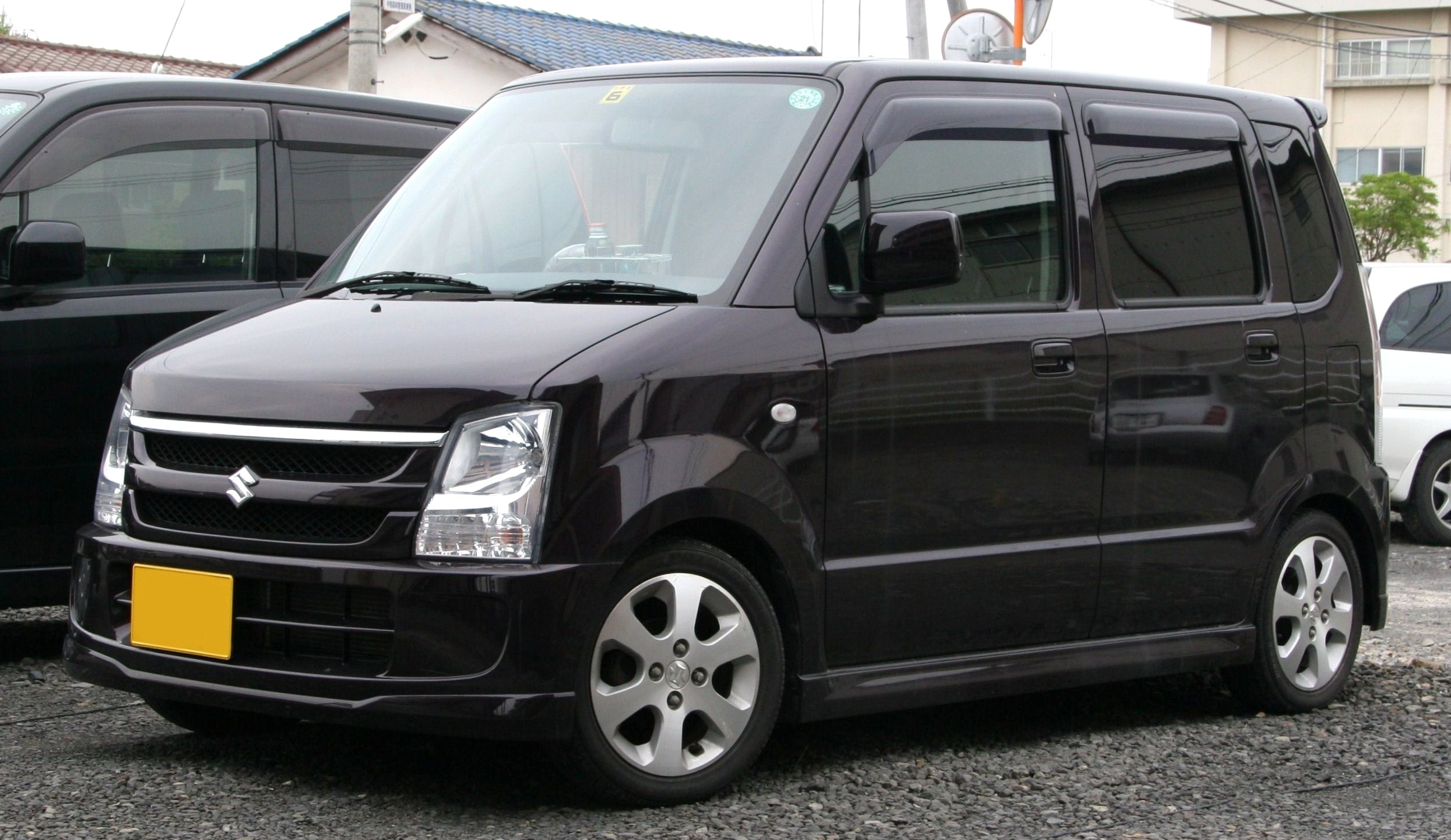
후기형 전면부
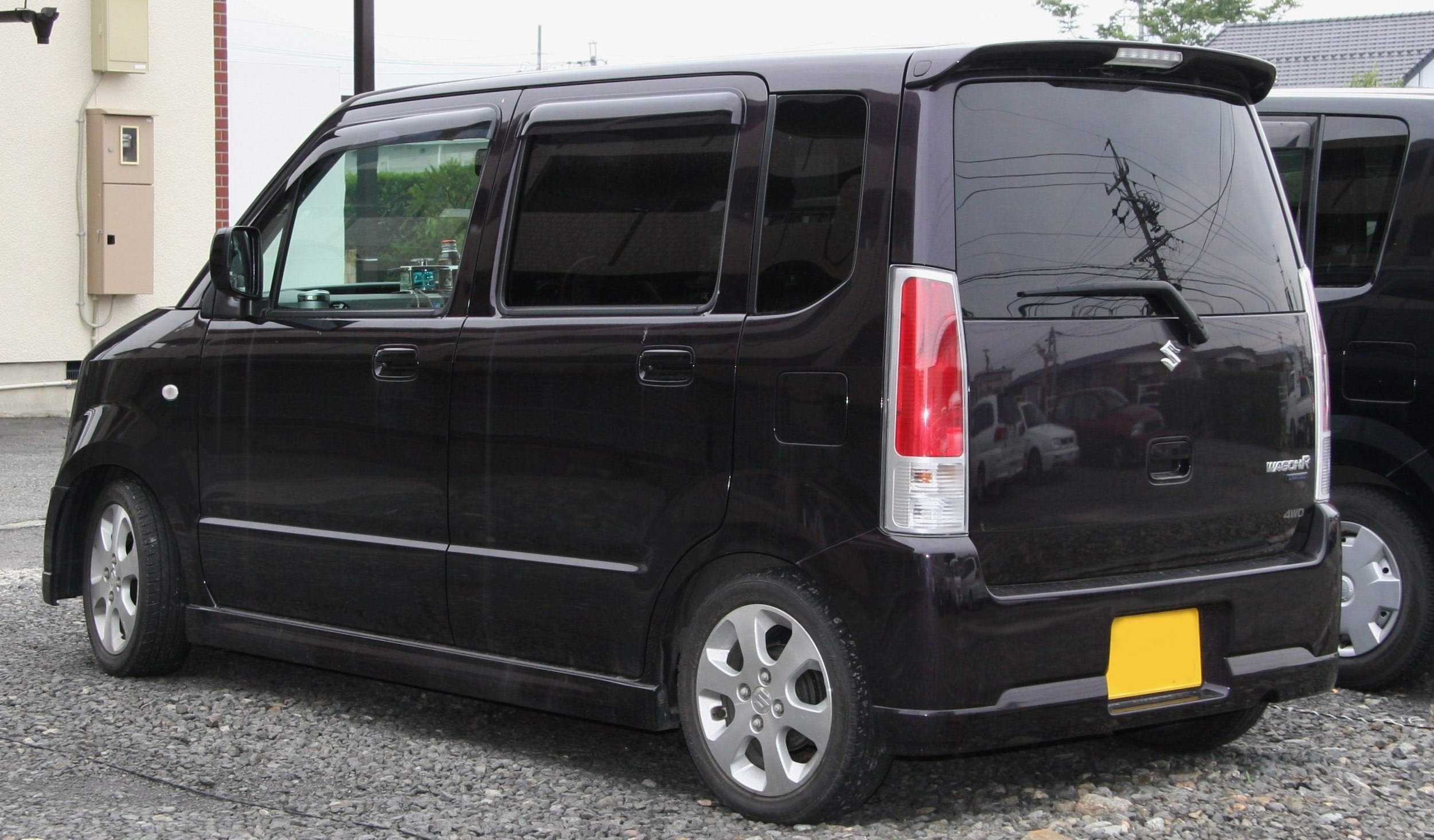
후기형 후면부
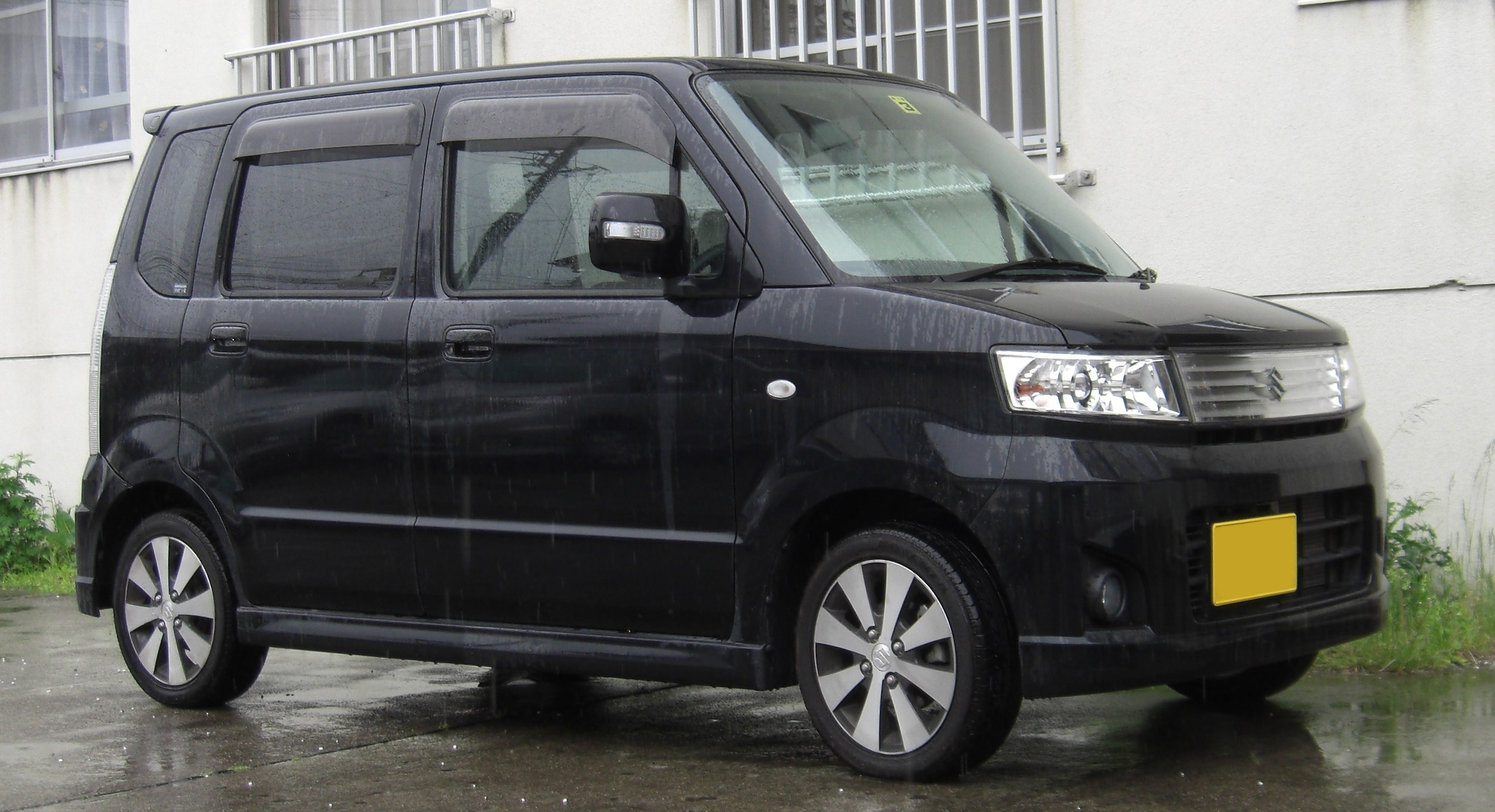
스팅레이 전면부
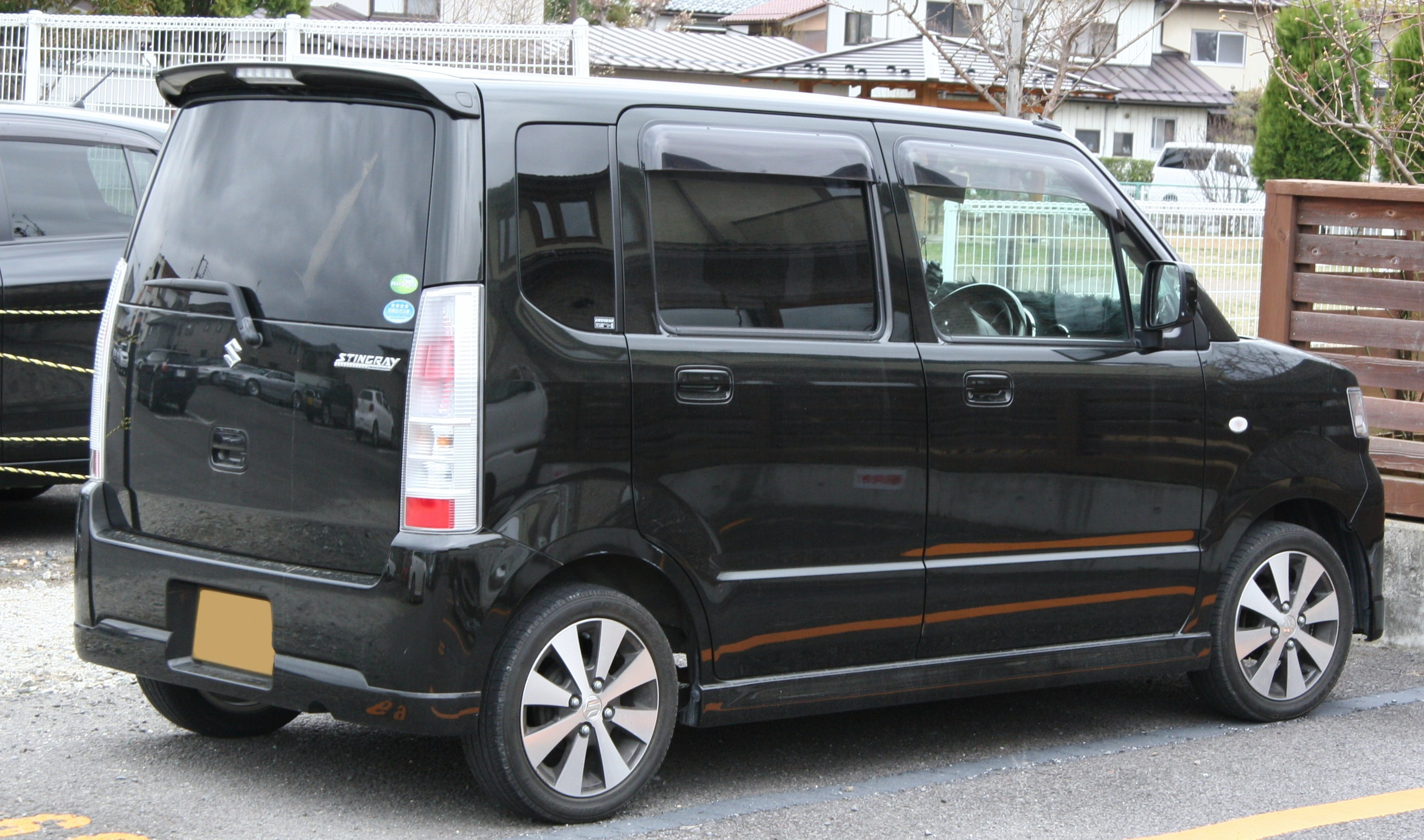
스팅레이 후면부
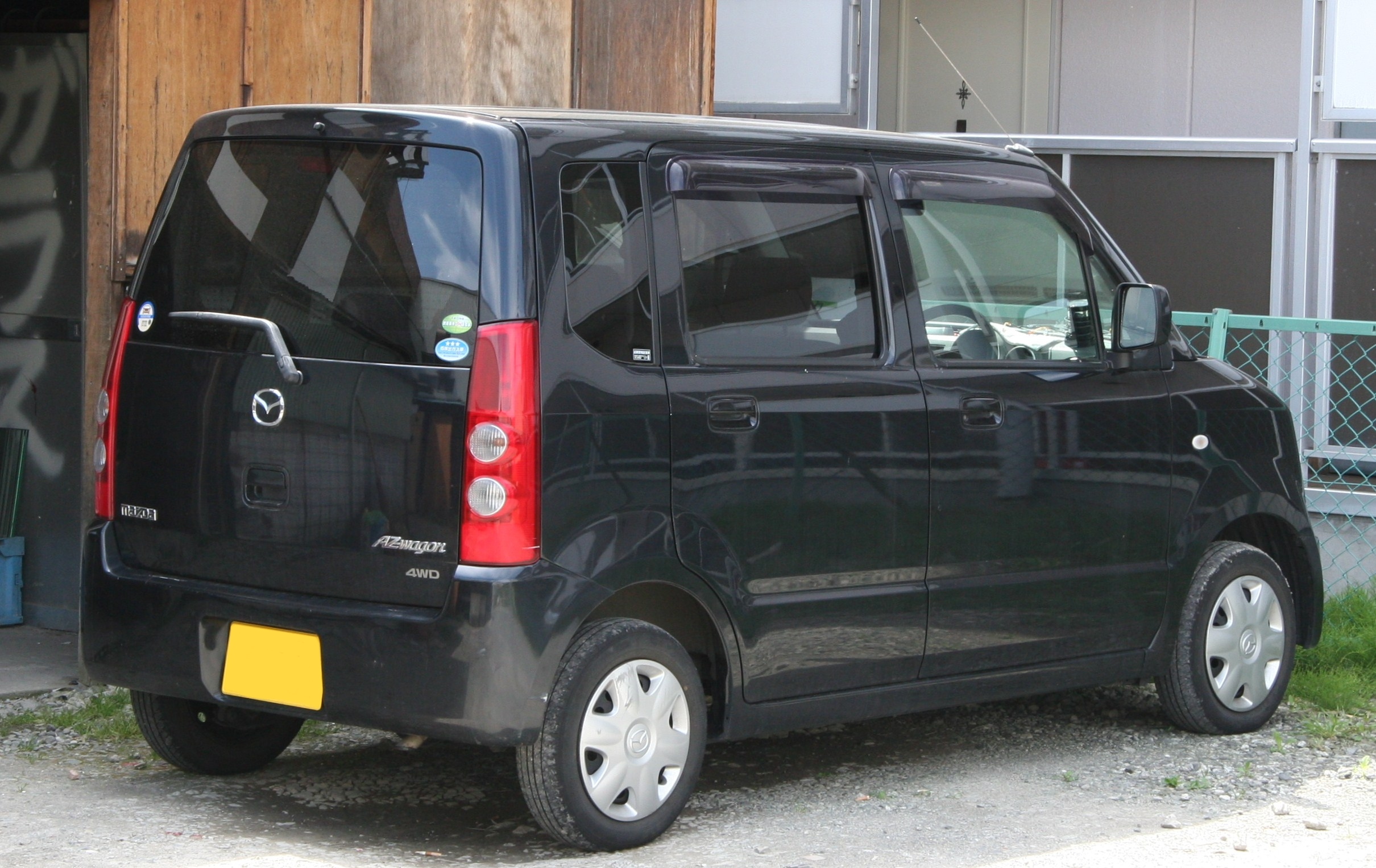
마쓰다 AZ-왜건 3세대 후면부
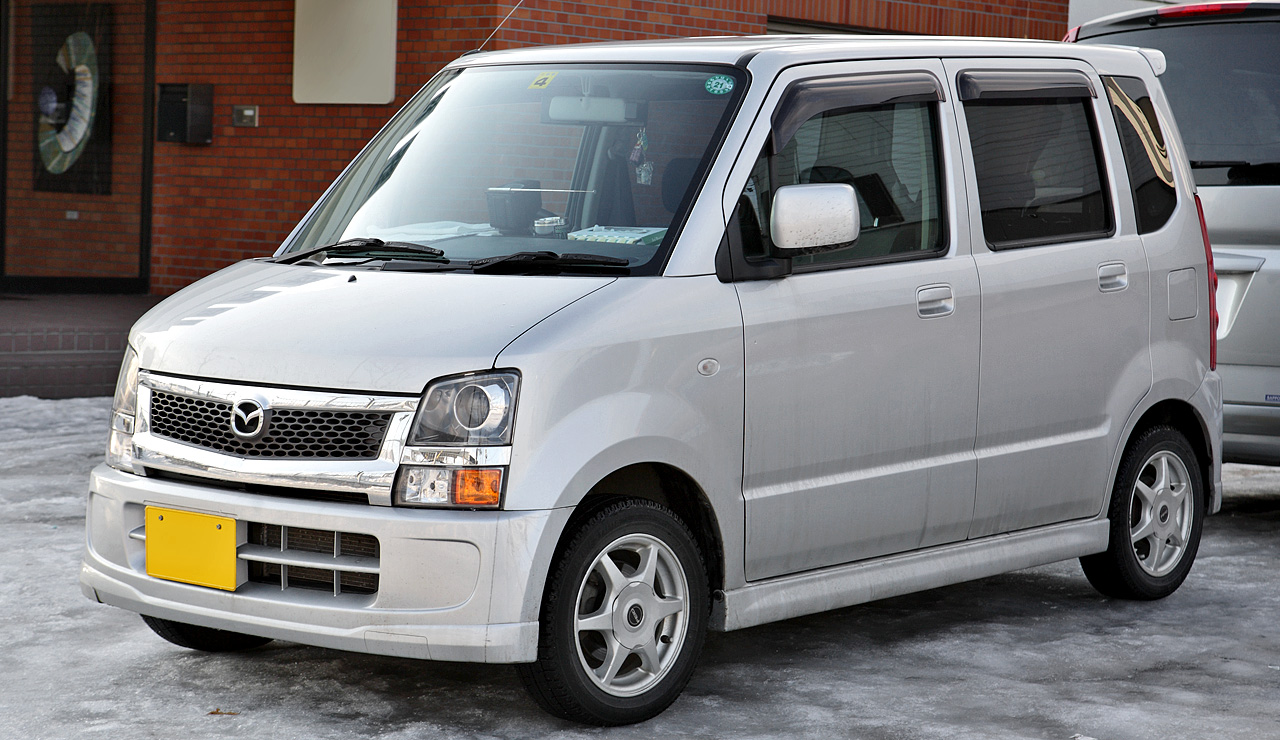
마쓰다 플레어 3세대 스페셜

## 4세대

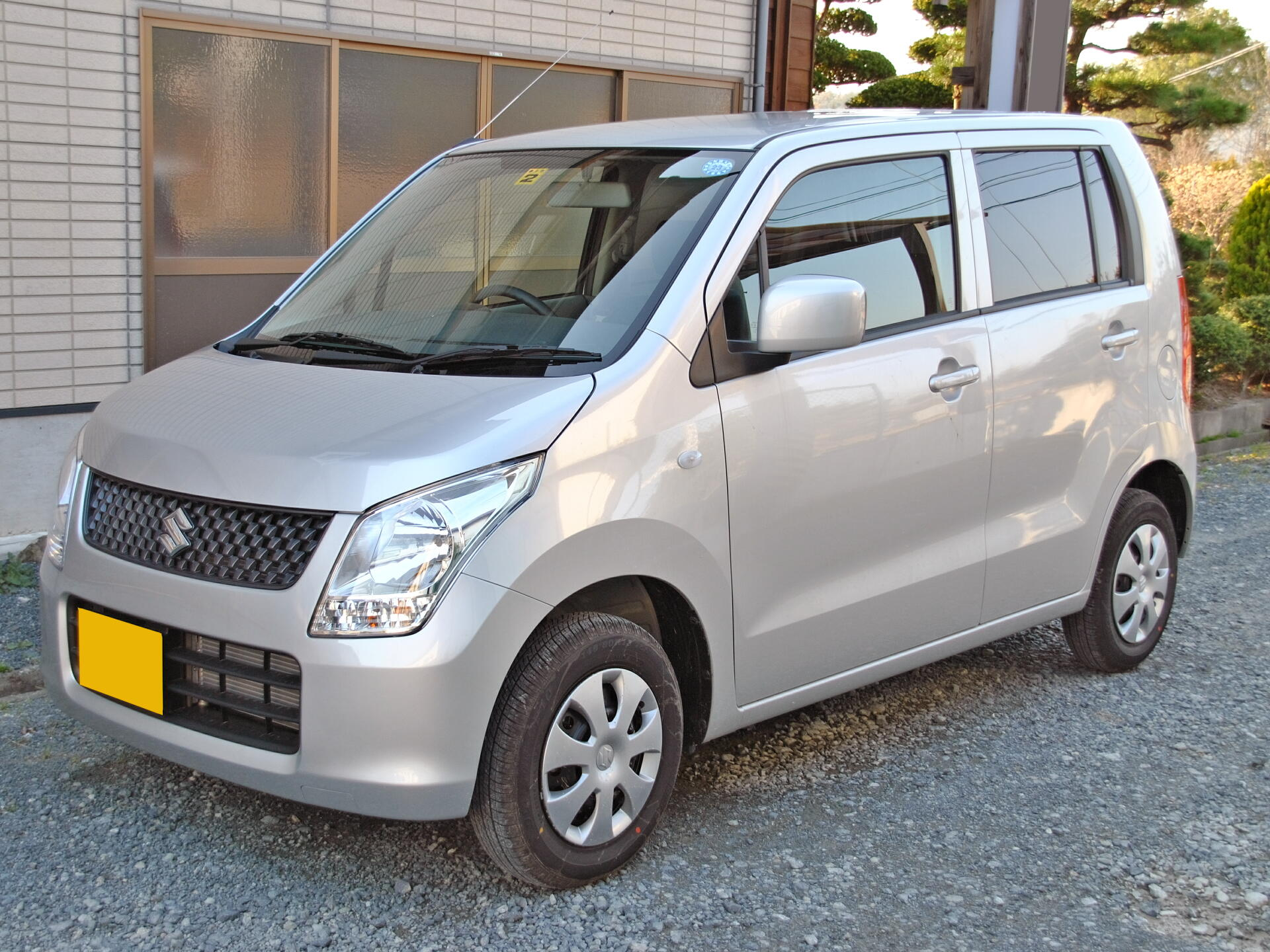
4세대 전면부

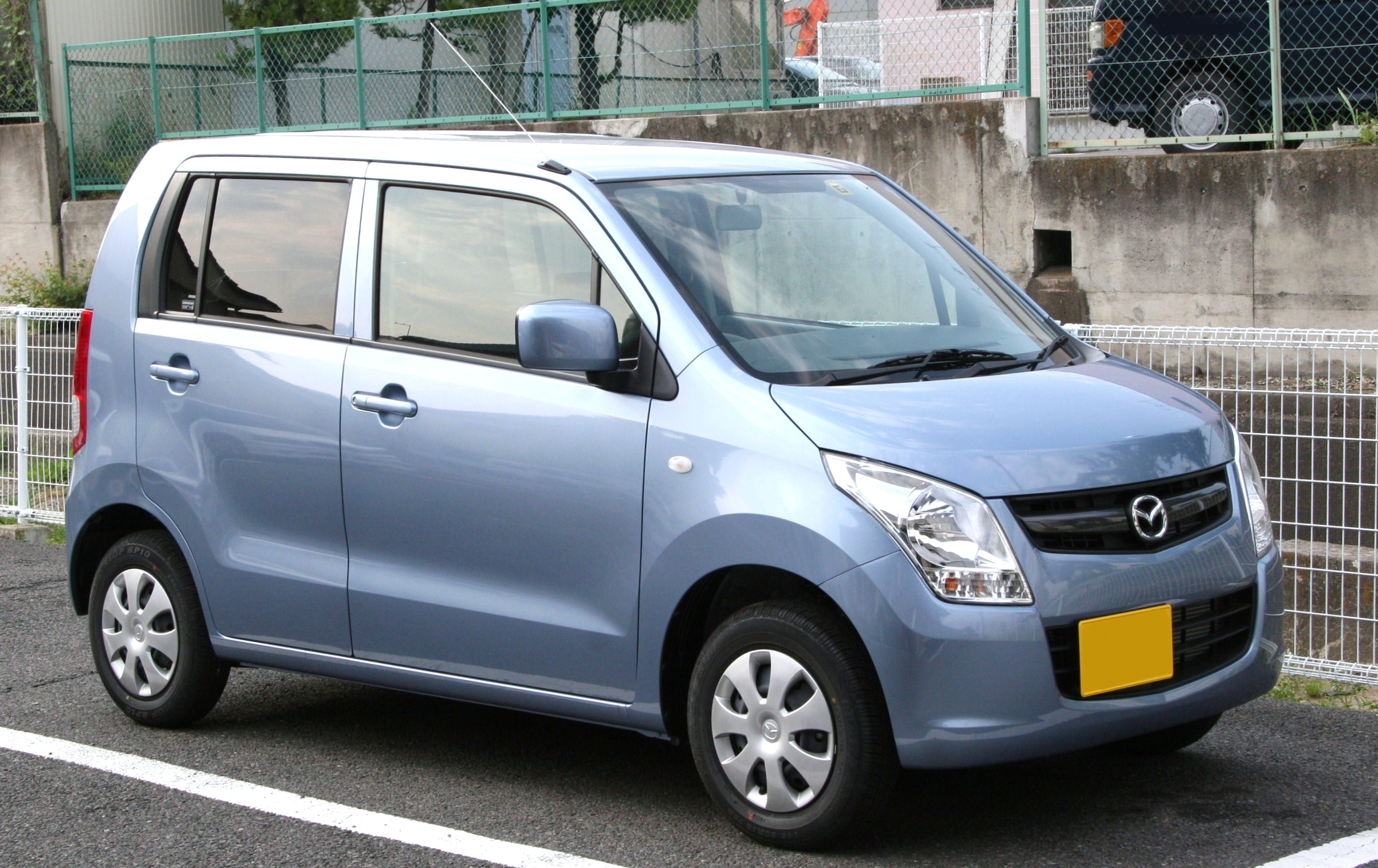
마쓰다 AZ-왜건 4세대 전면부

2008년 출시되었다. 이전 세대의 노선을 변경하여 실용성을 중시한 각진 디자인 대신 공간과 디자인을 양립시킨 세련된 디자인으로 변화하였고, 1세대부터 이어져 온 C필러 쿼터 윈도우가 삭제되었다. 동년에 왜건 R과 왜건 R 스팅레이 모두 2008년 굿 디자인 상을 수상하였다.

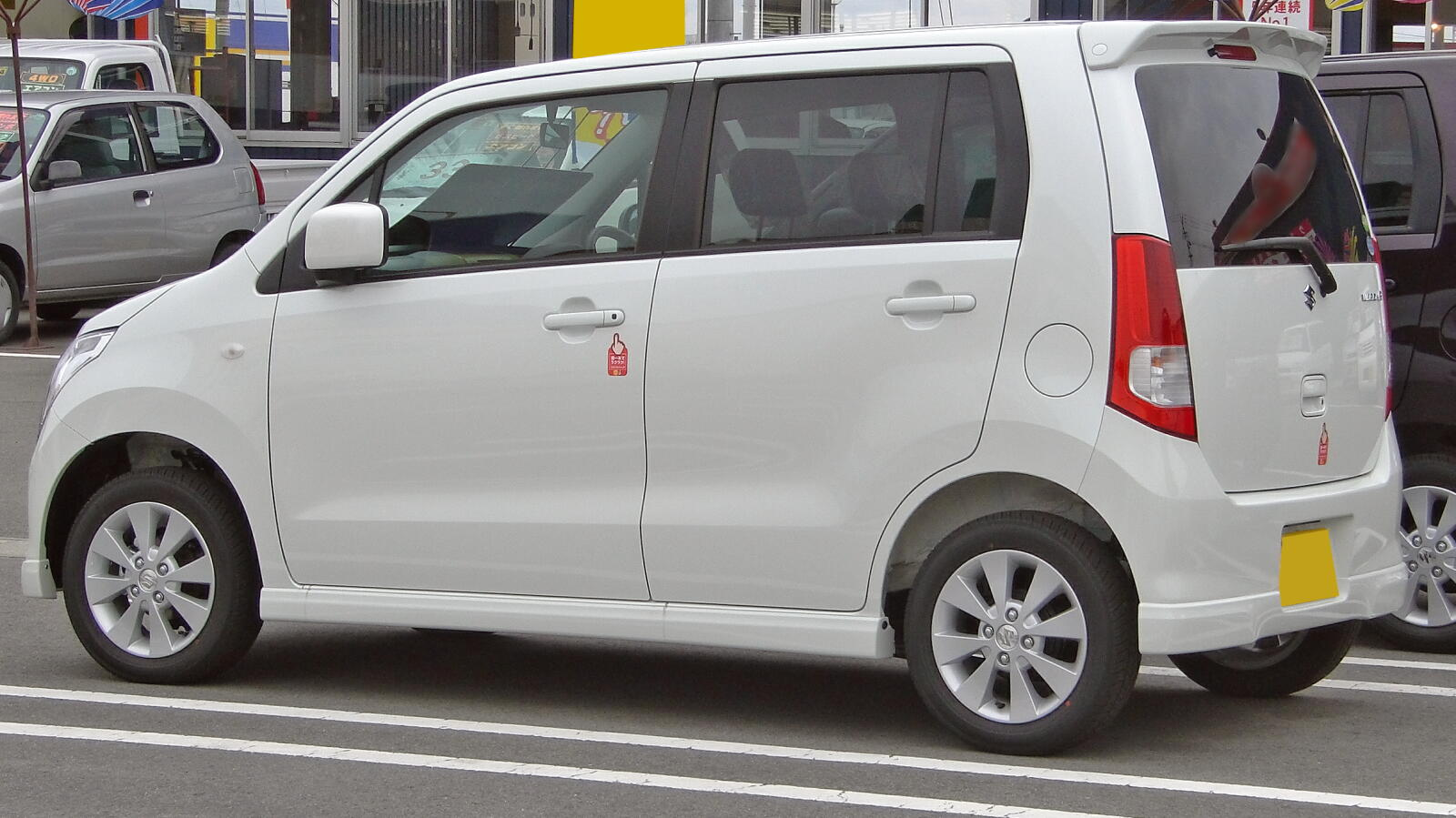
후면부
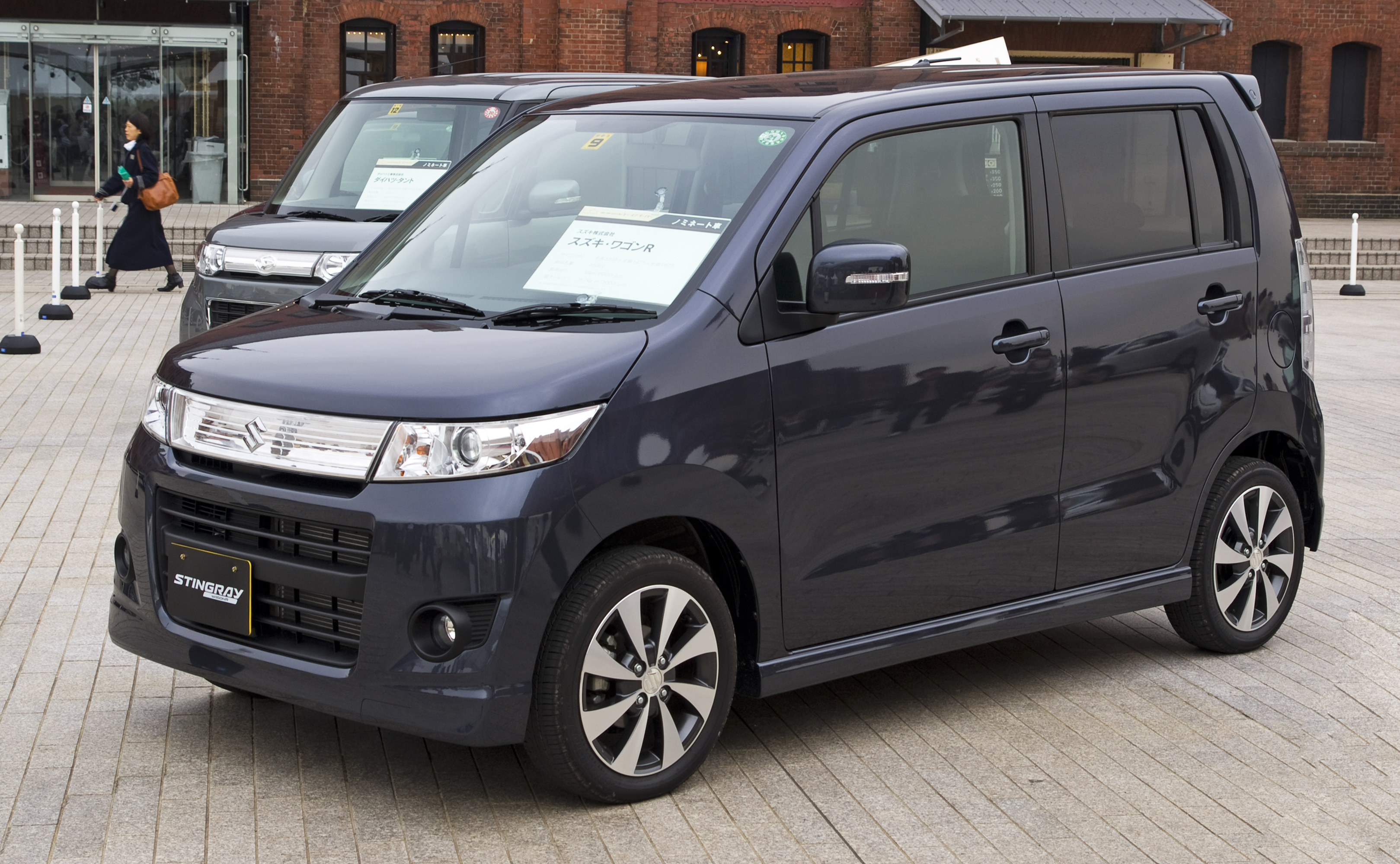
스팅레이 전면부
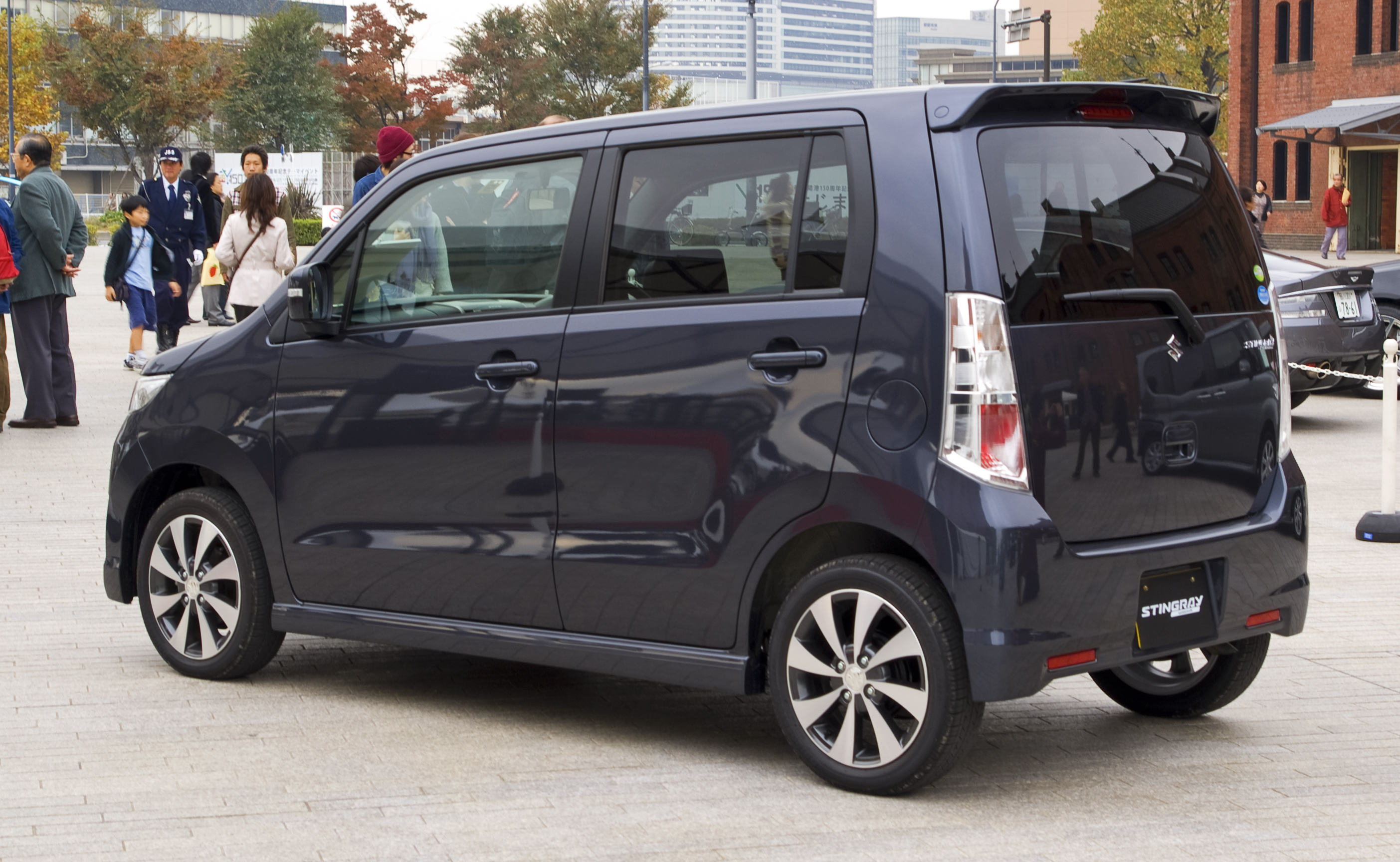
스팅레이 후면부
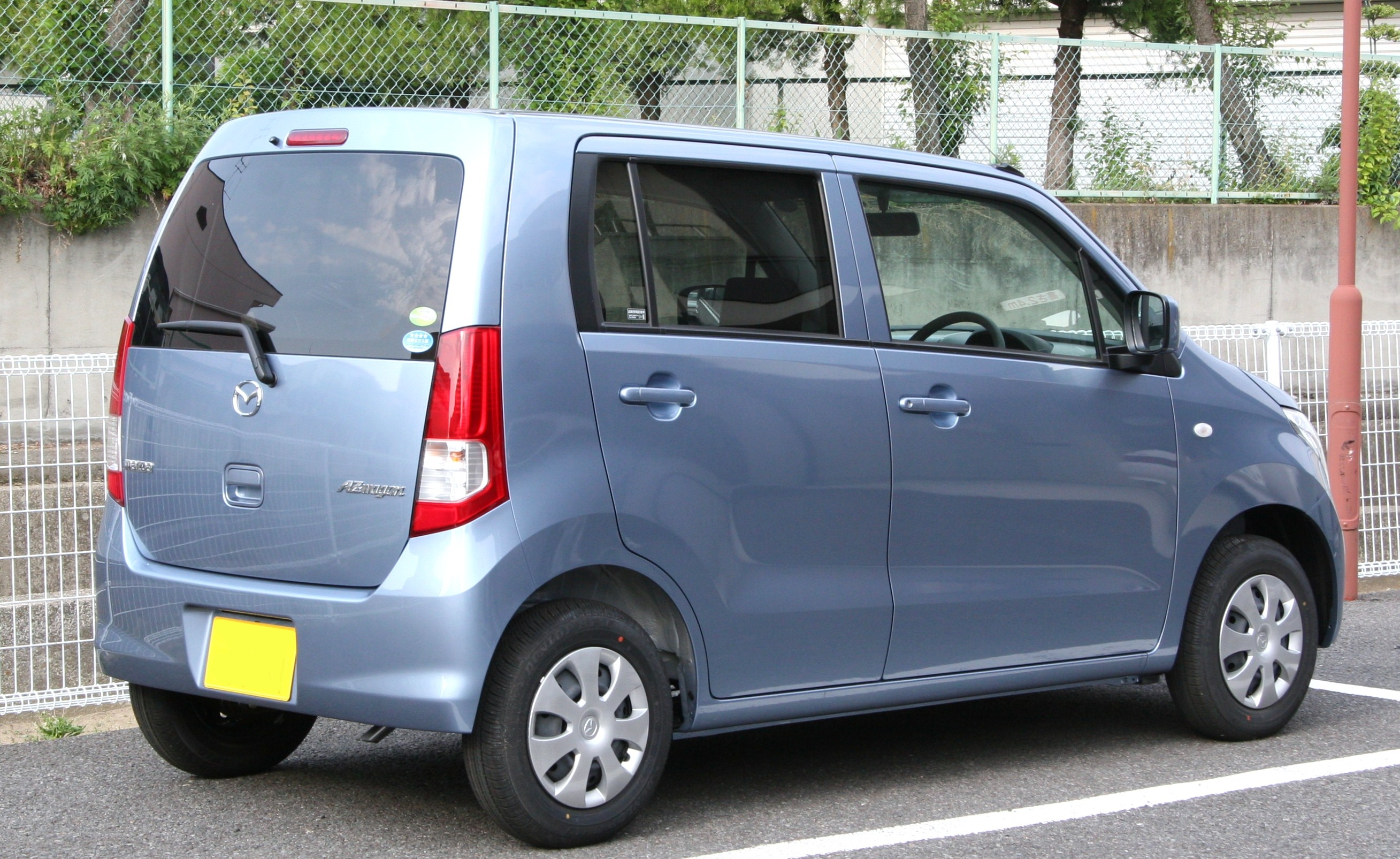
마쓰다 AZ-왜건 4세대 후면부
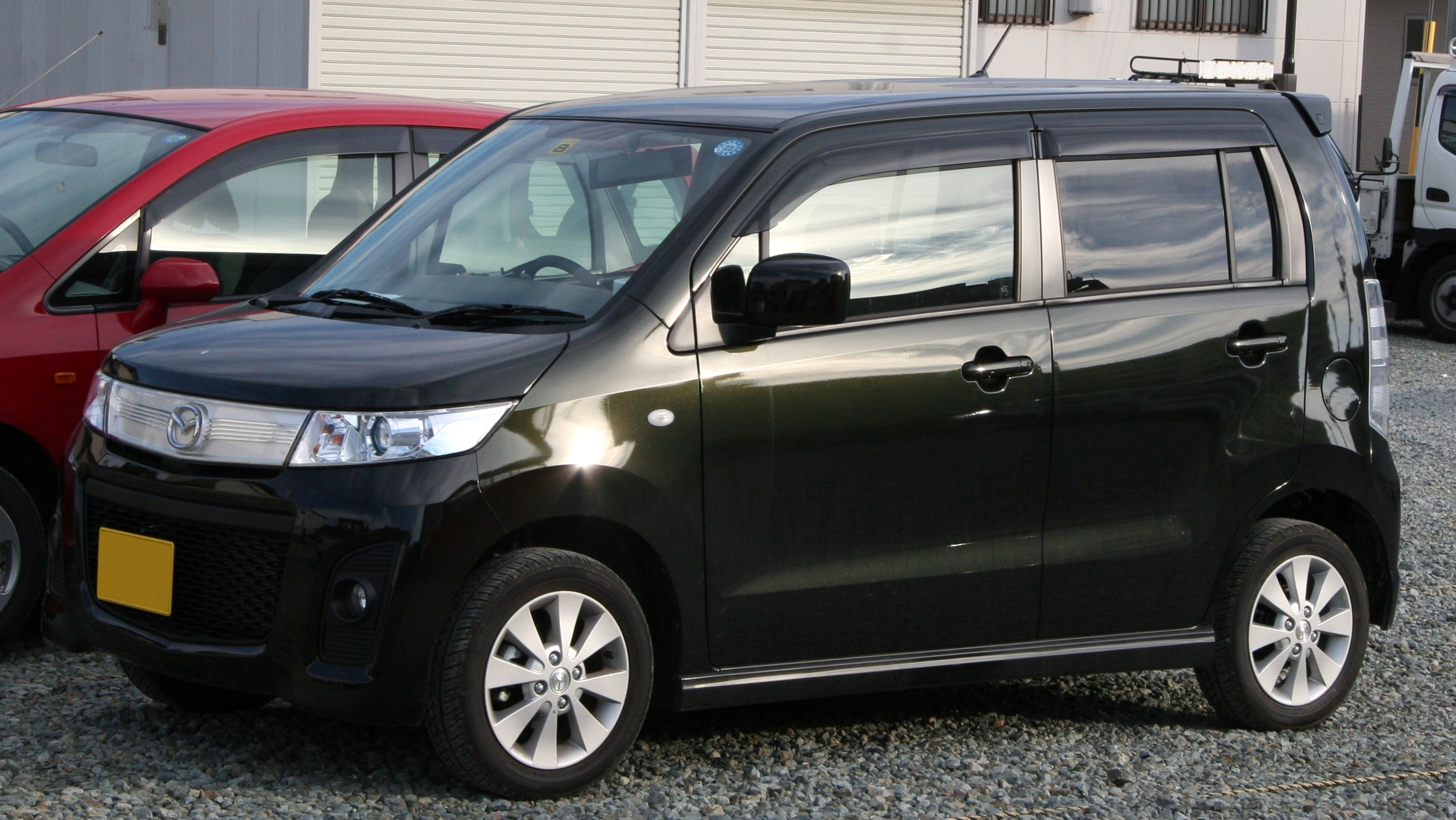
마쓰다 AZ-왜건 커스텀 전면부
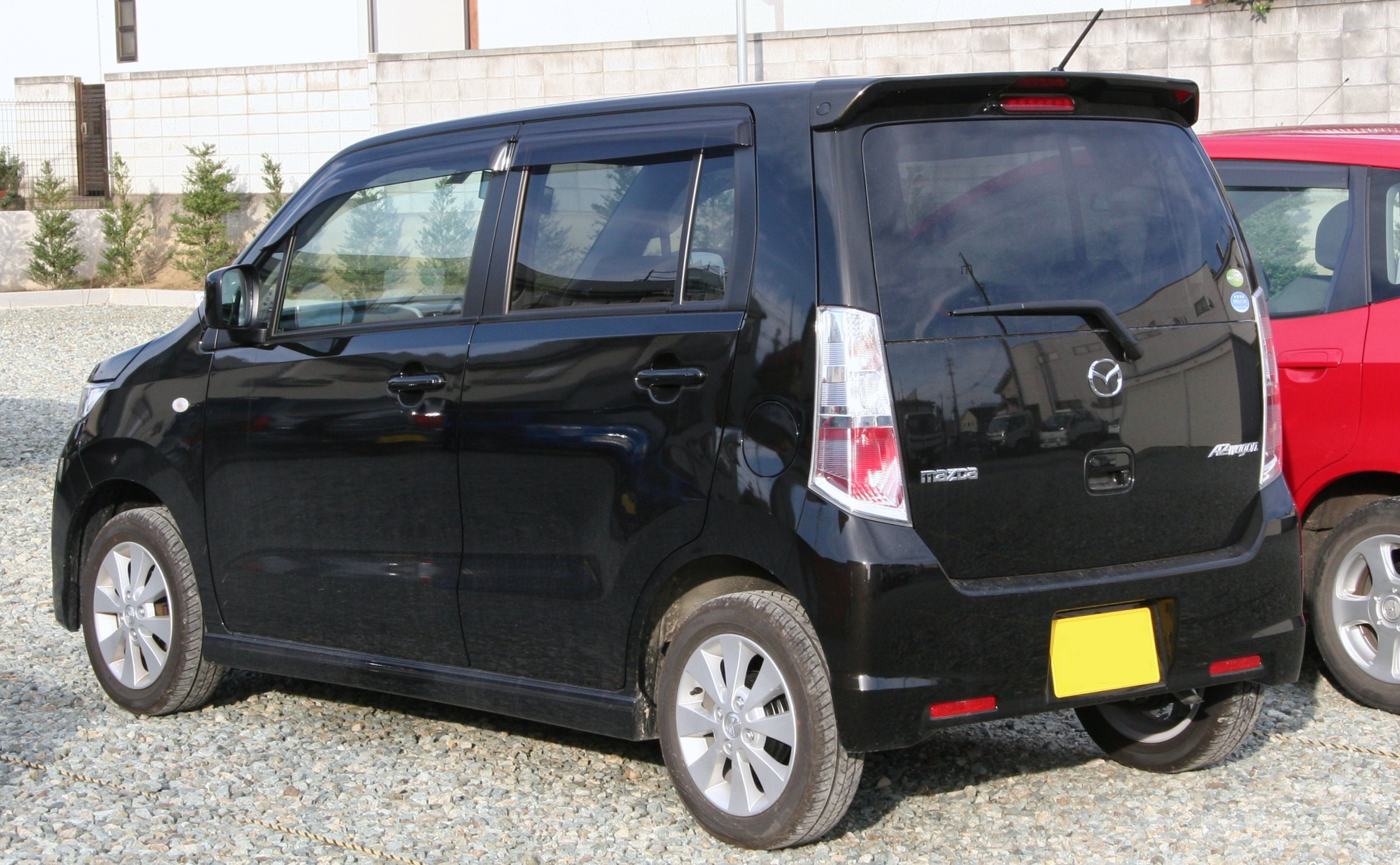
마쓰다 AZ-왜건 커스텀 후면부

## 5세대

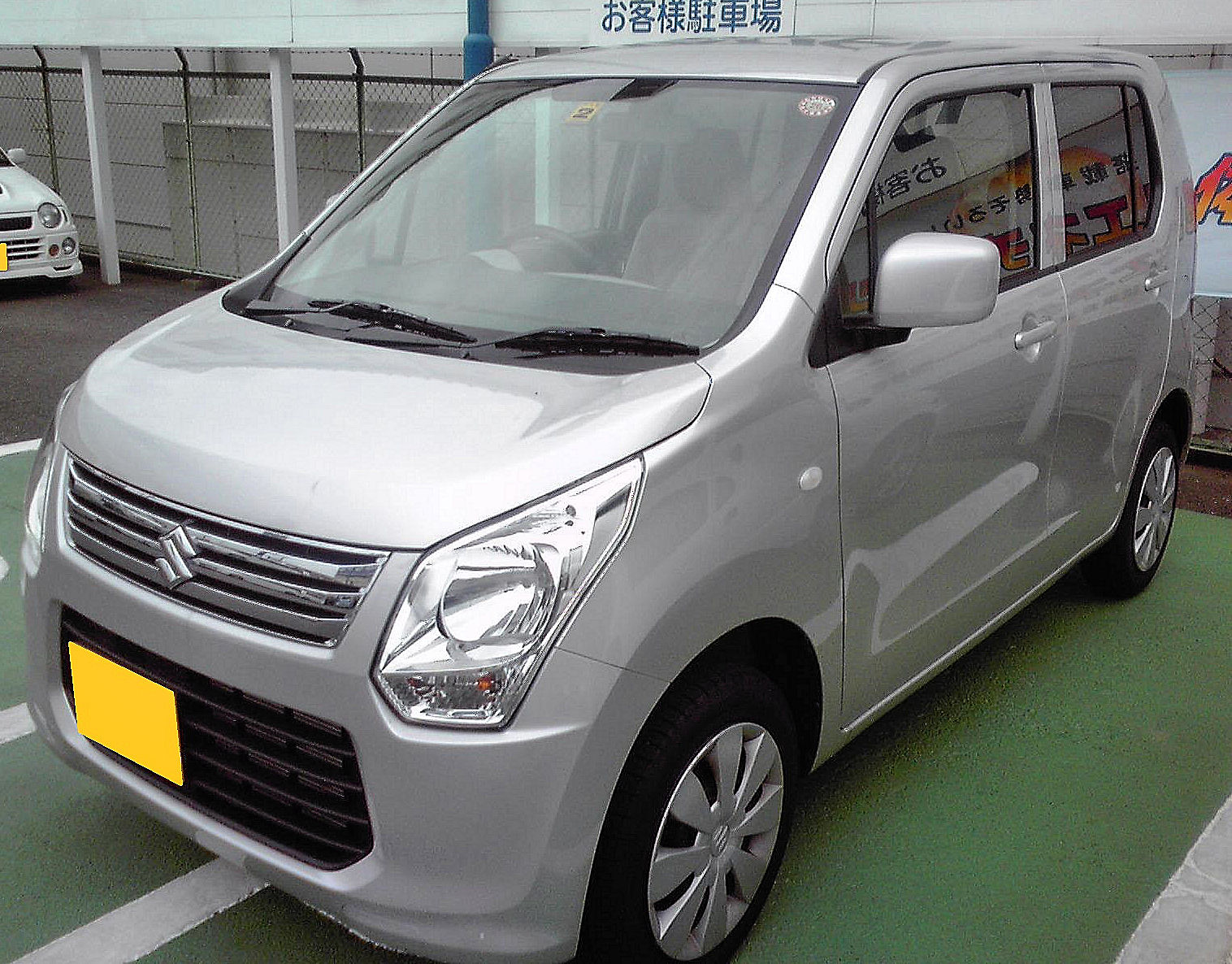
전기형 전면부

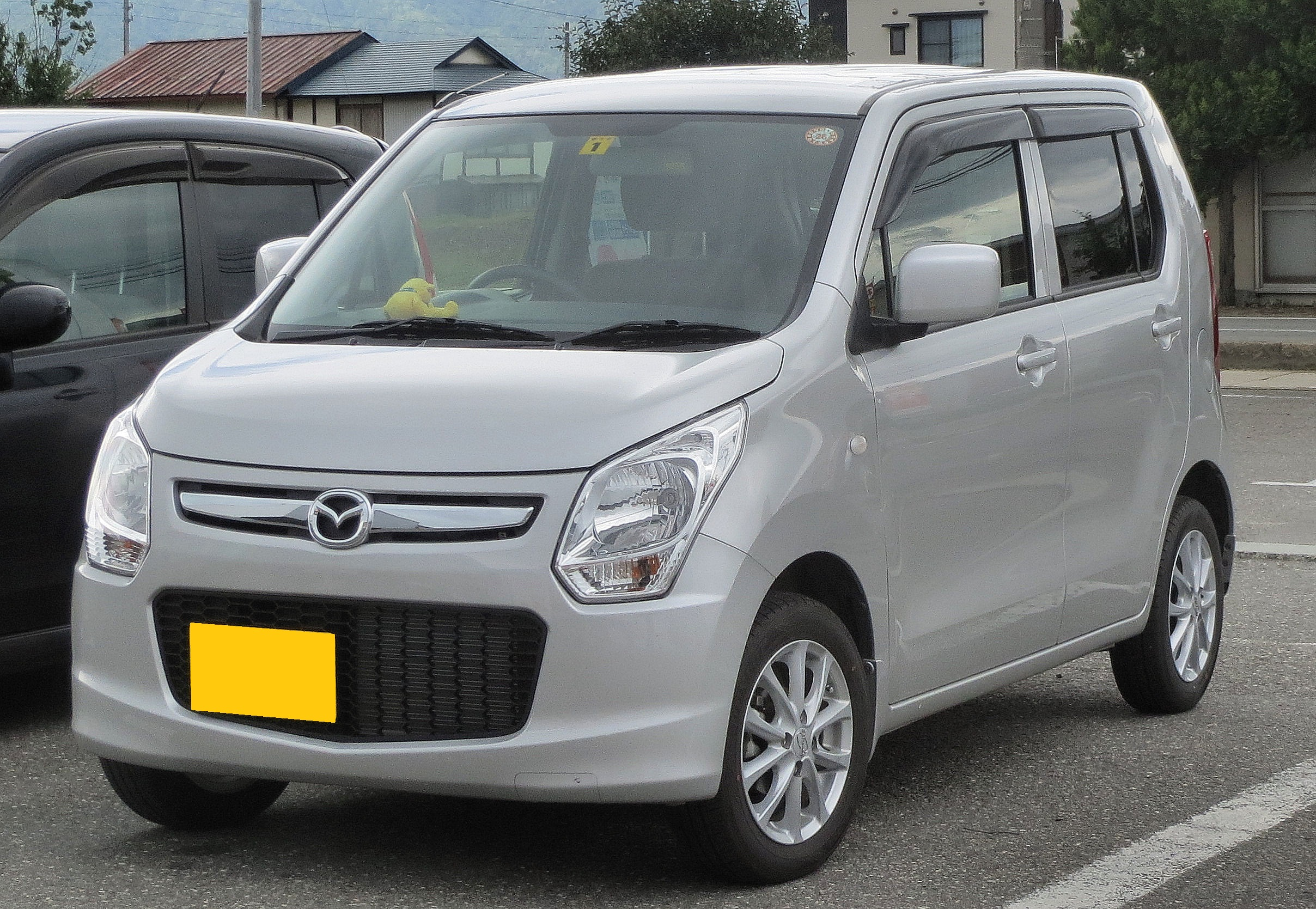
마쓰다 플레어 XG 전면부

2012년 출시되었으며, 디자인이 FX와 FZ로 세분화되었다. 마쓰다 버전은 기존에 사용하던 AZ-왜건이란 명칭 대신 플레어란 명칭으로 변경되었다.

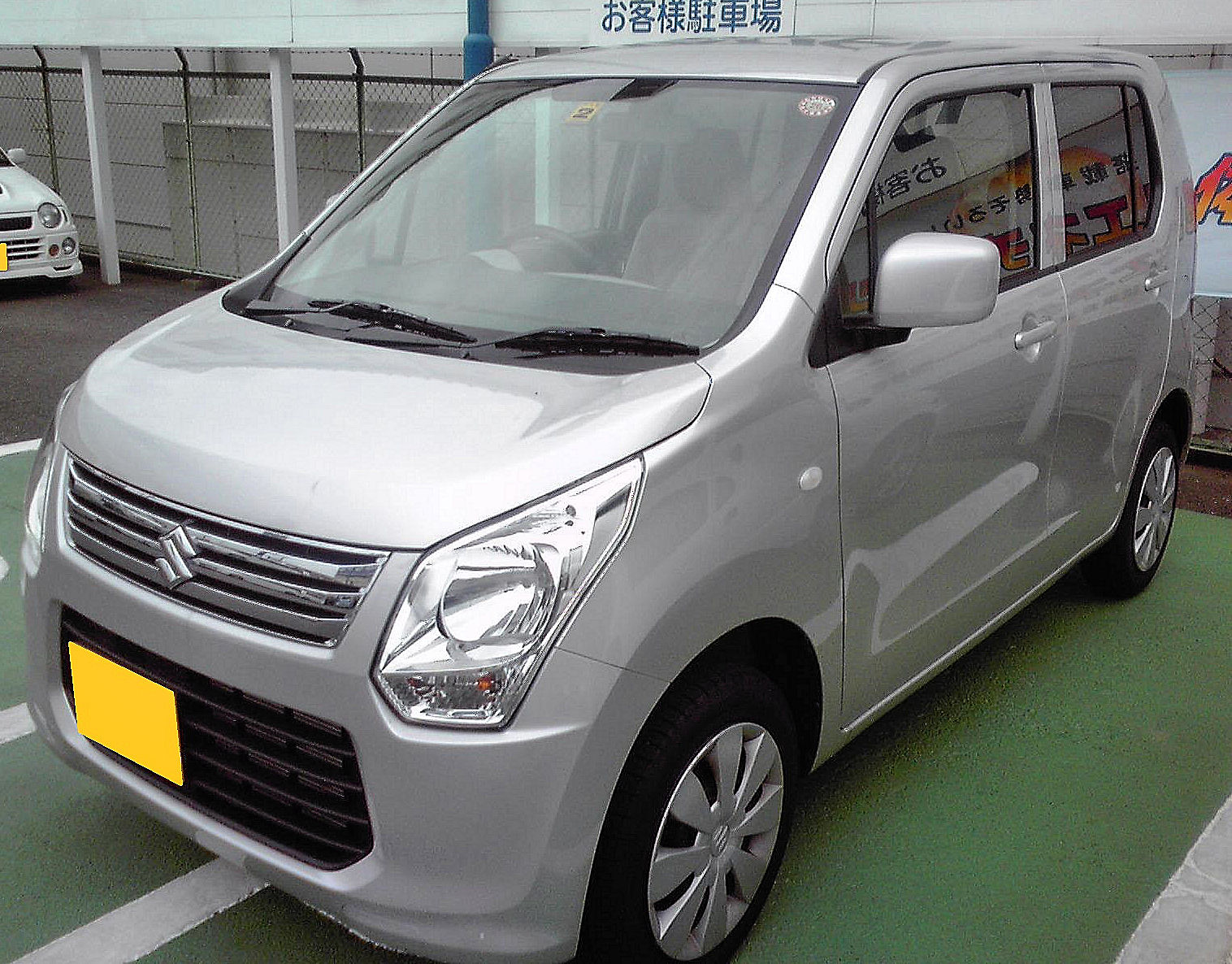
전기형 전면부
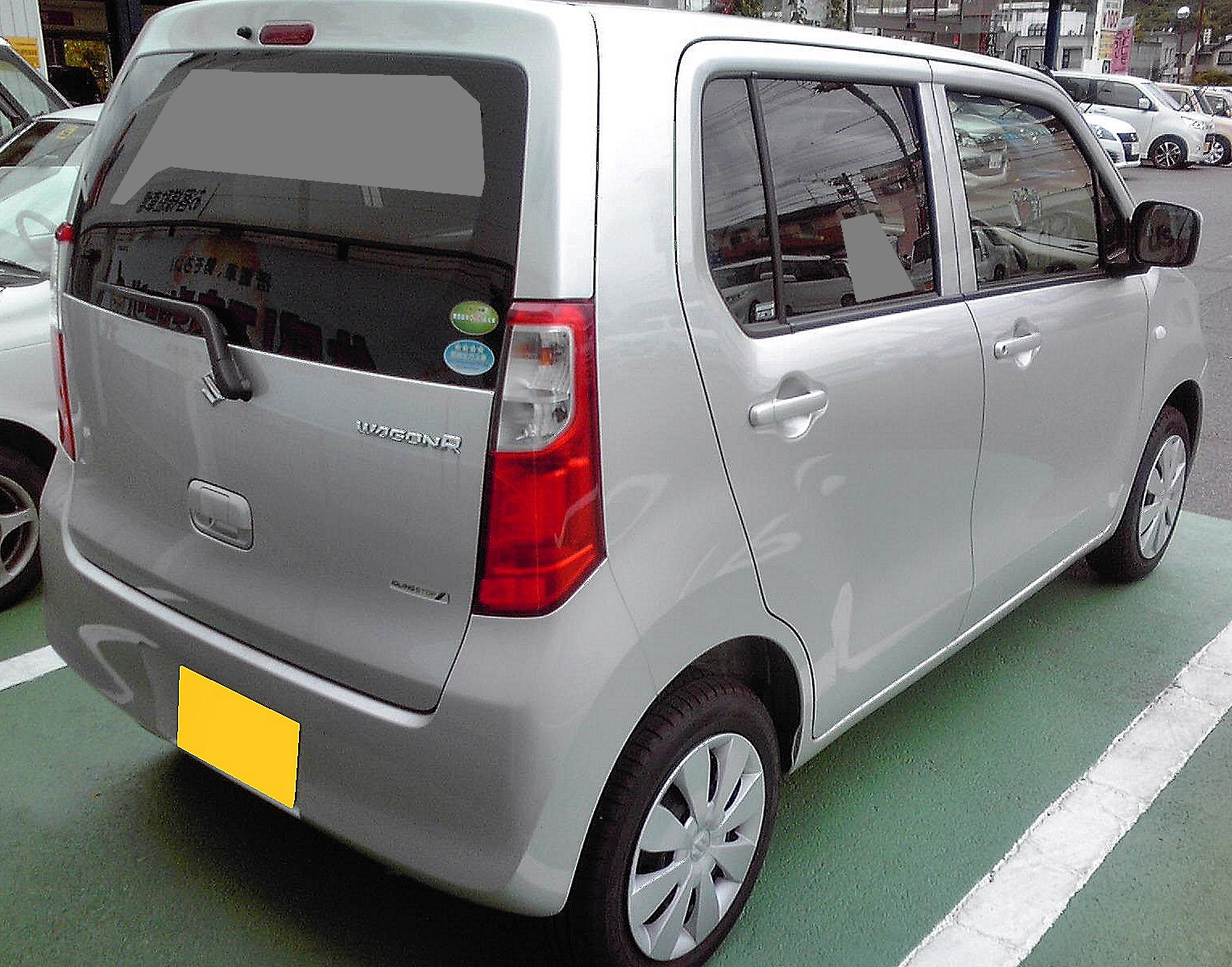
전기형 후면부
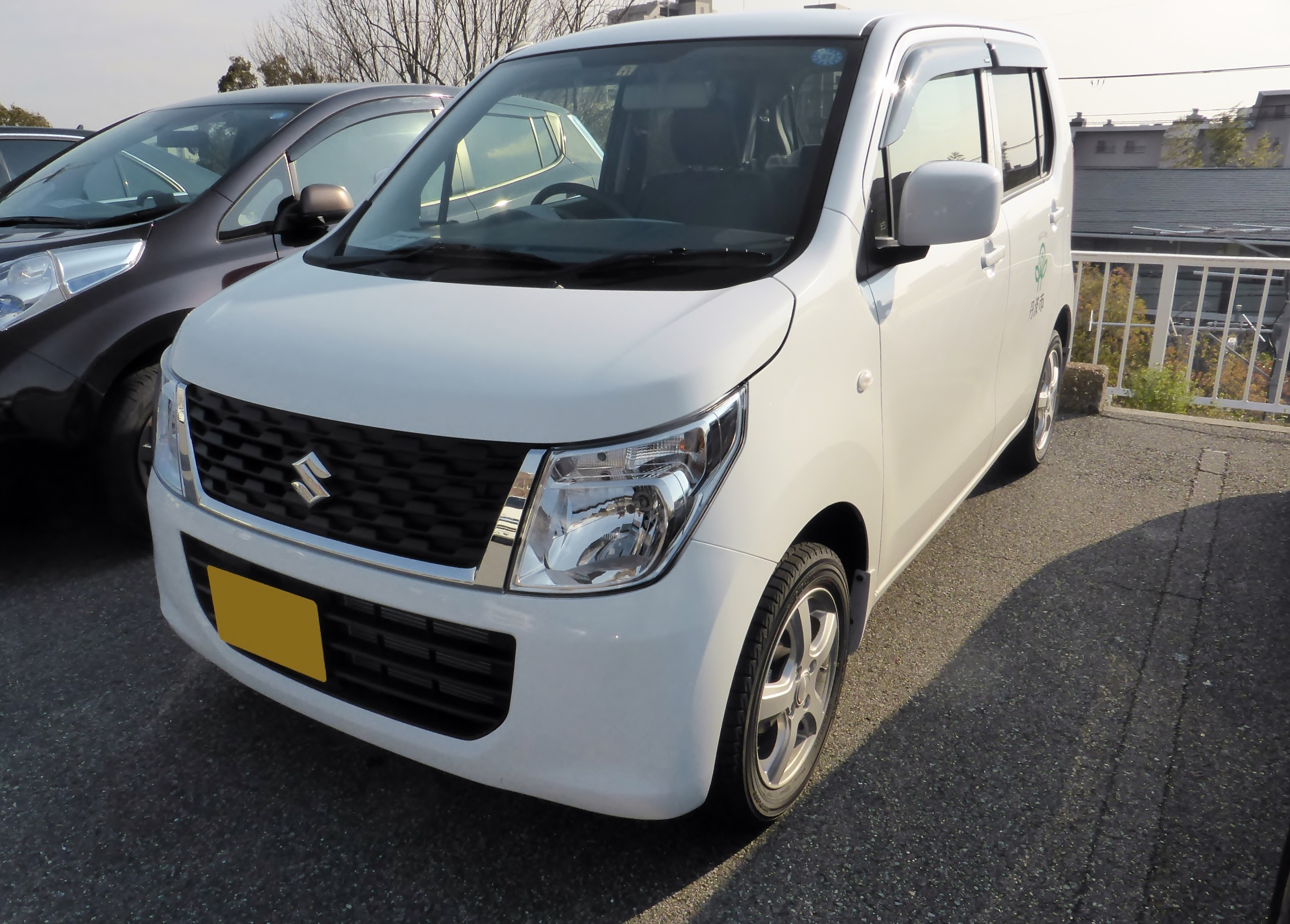
후기형 FX 전면부
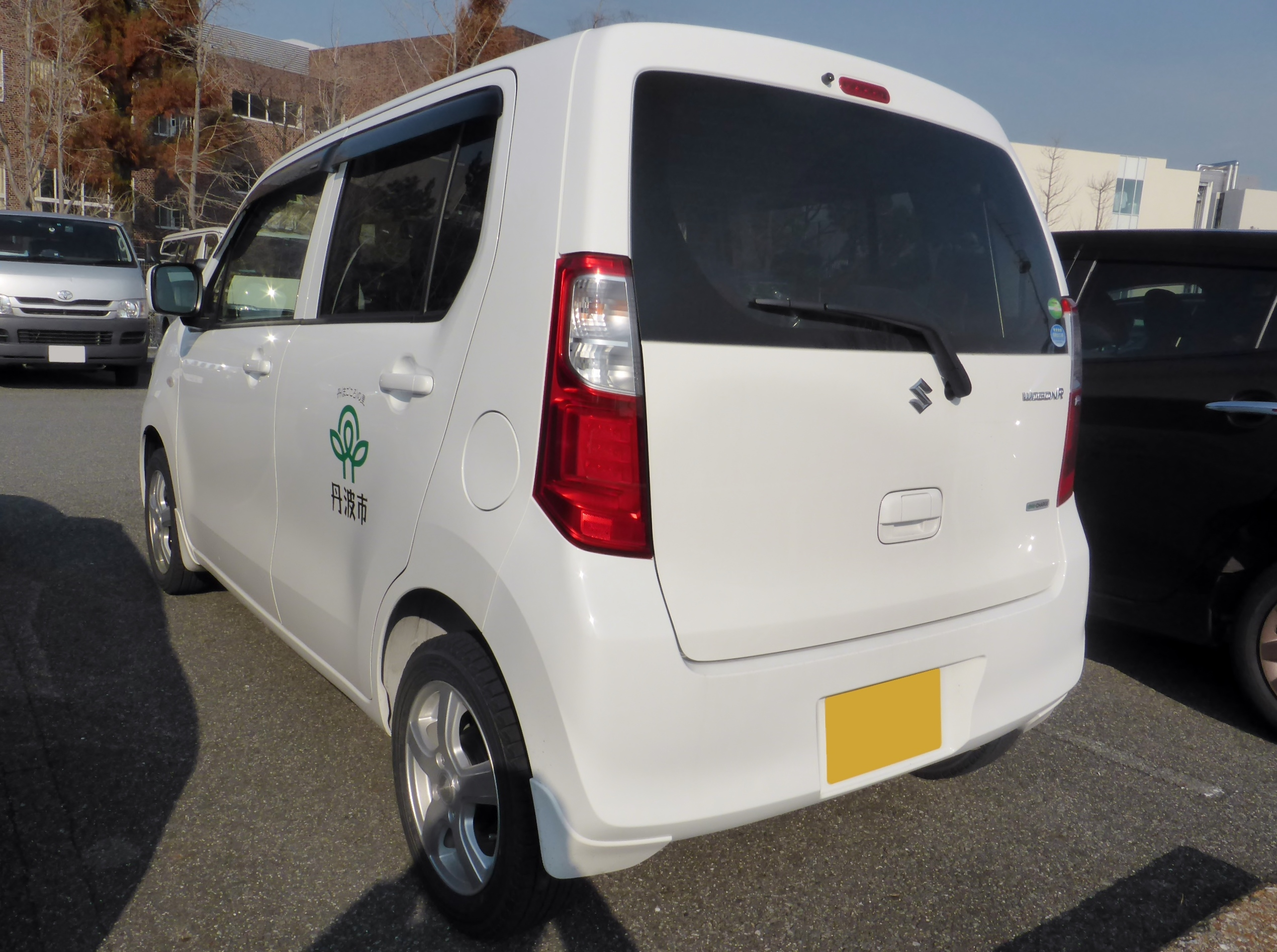
후기형 FX 후면부
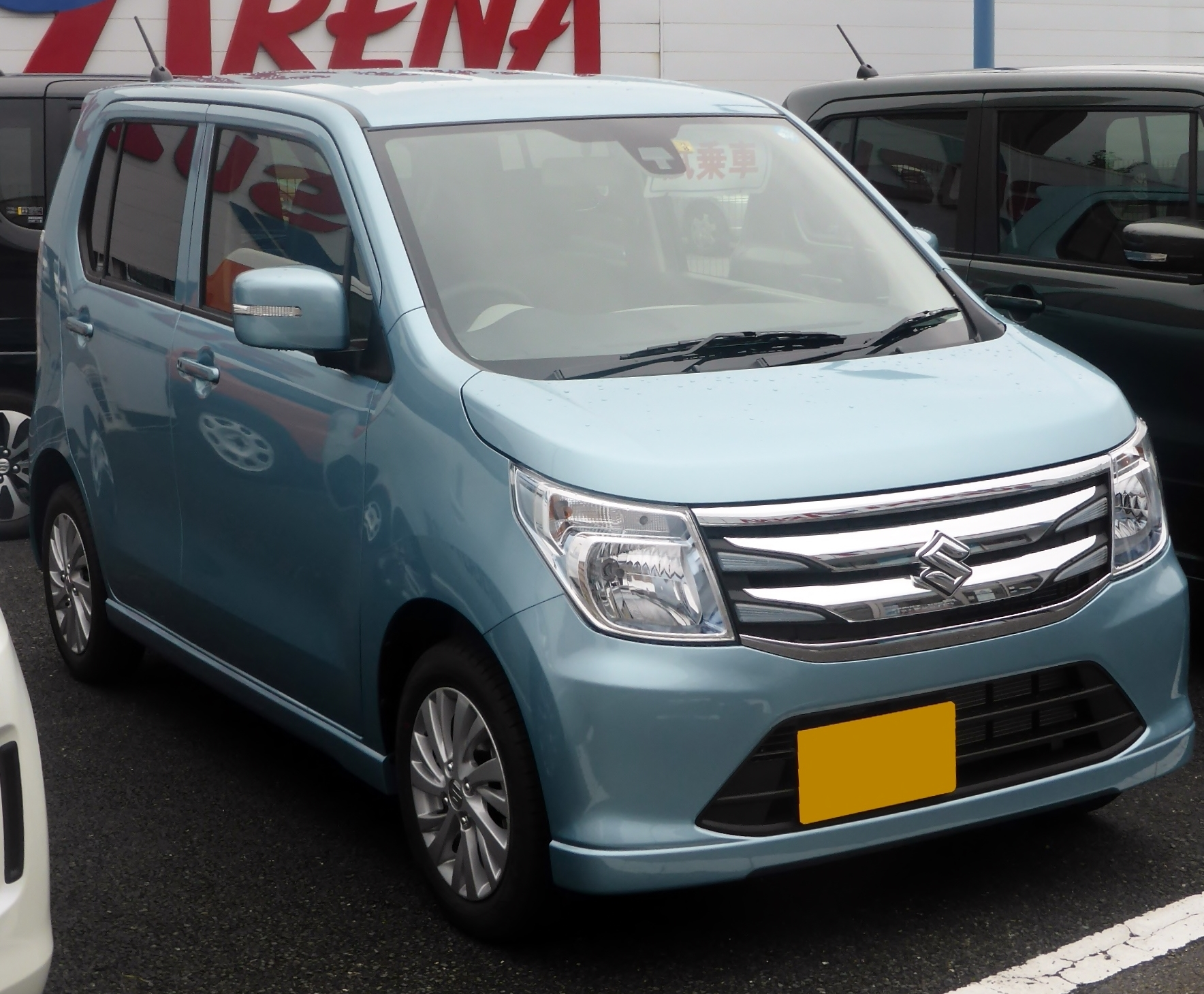
후기형 FZ 전면부
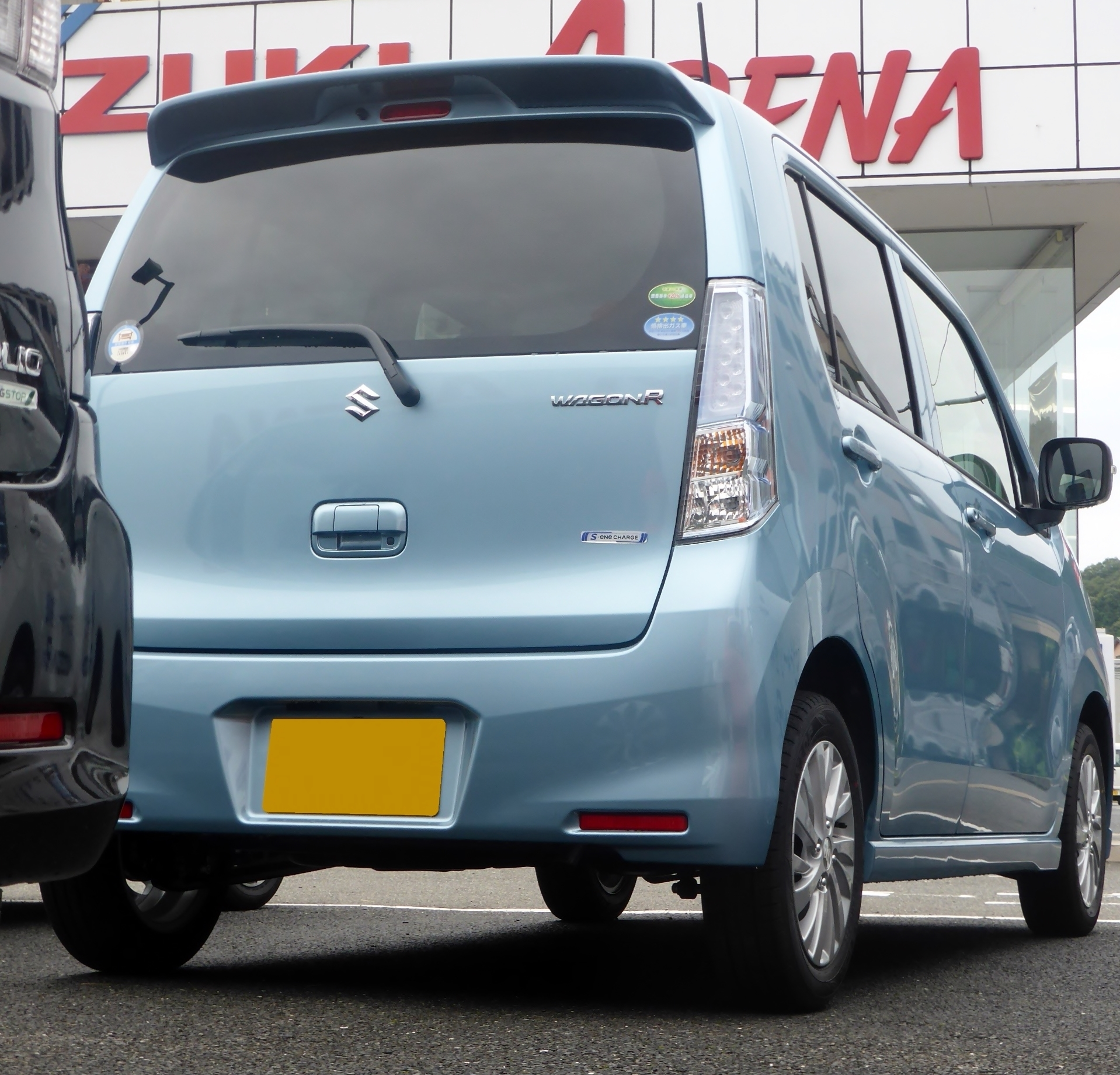
후기형 FZ 후면부
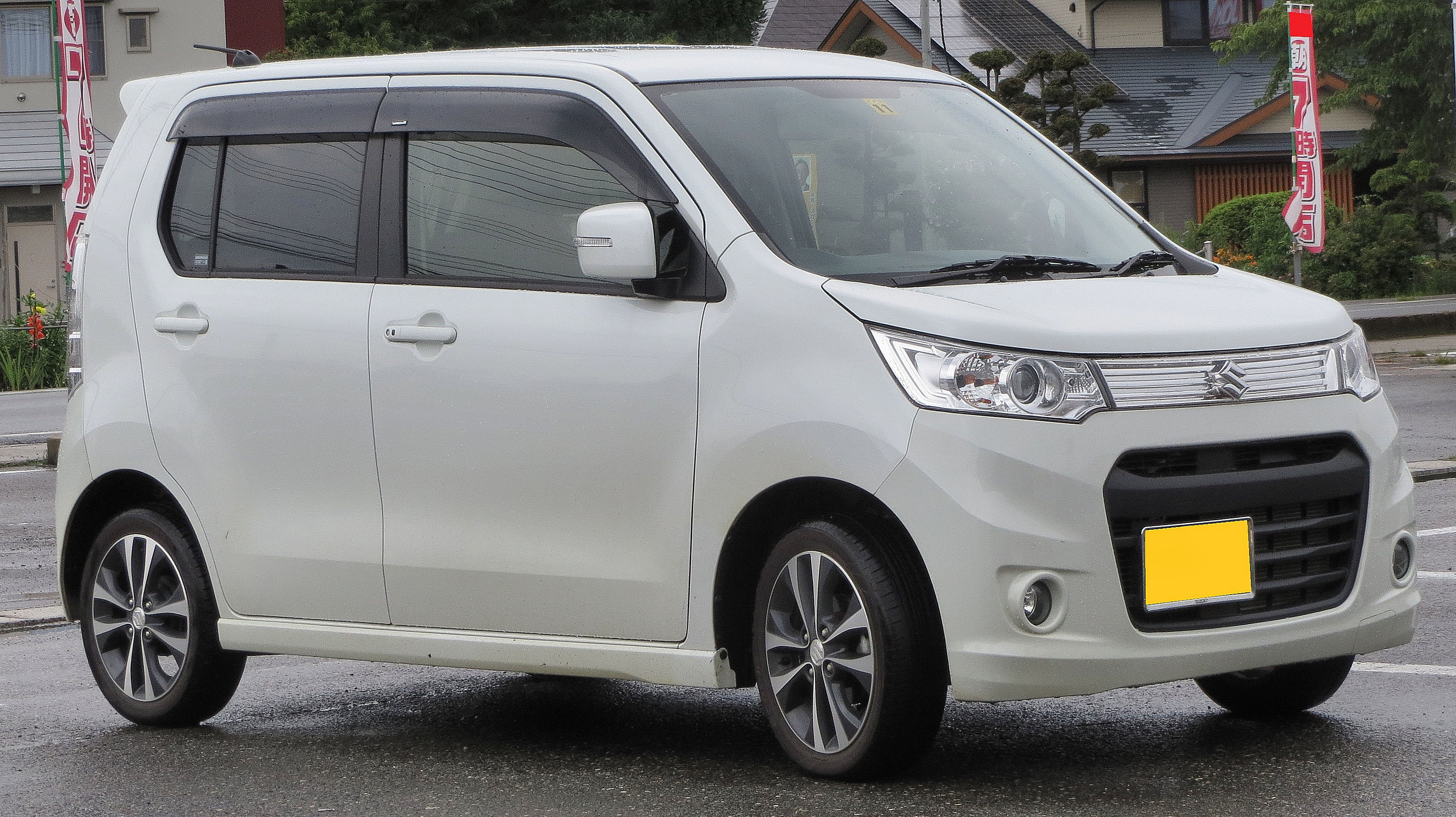
스팅레이 전면부
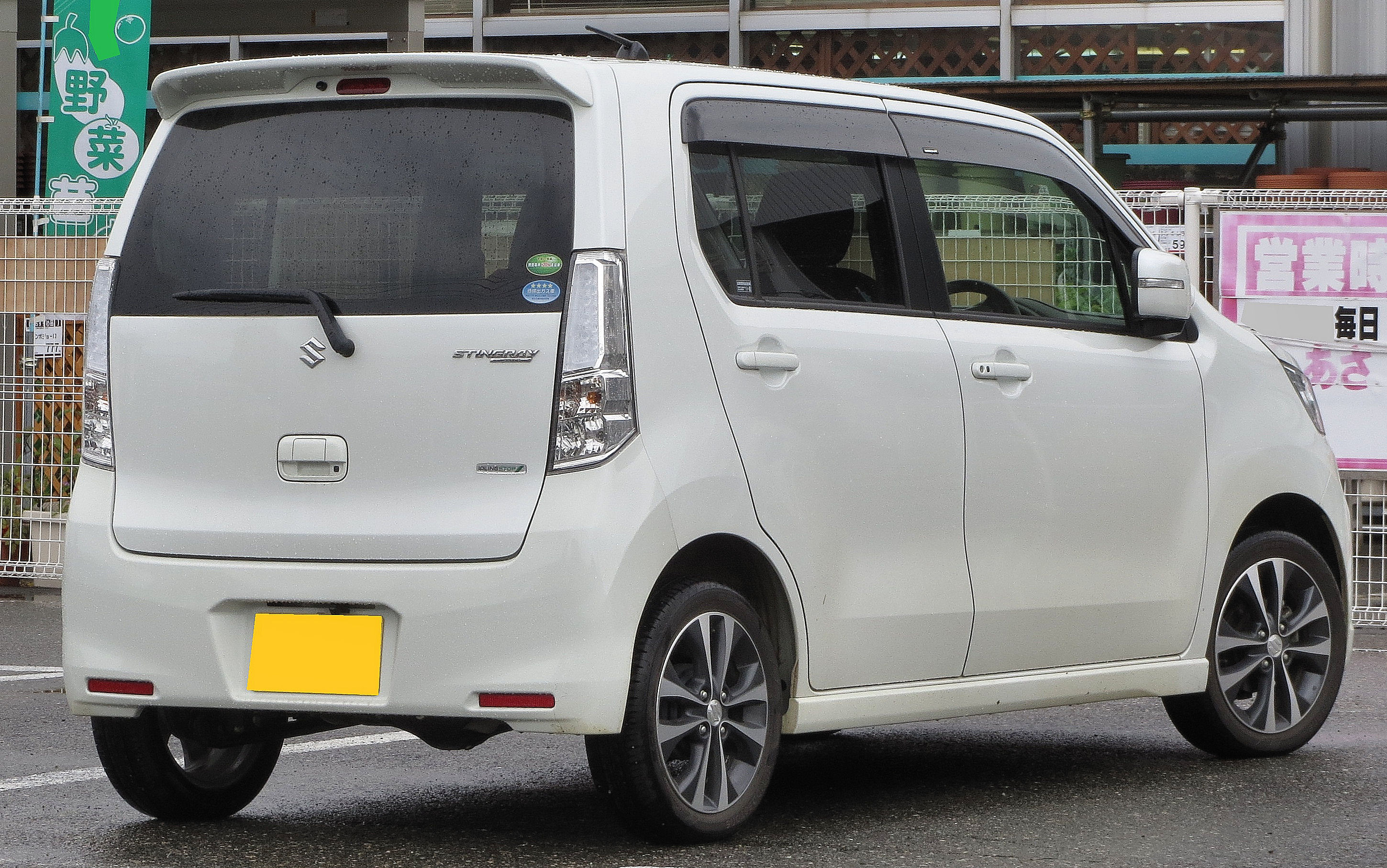
스팅레이 후면부

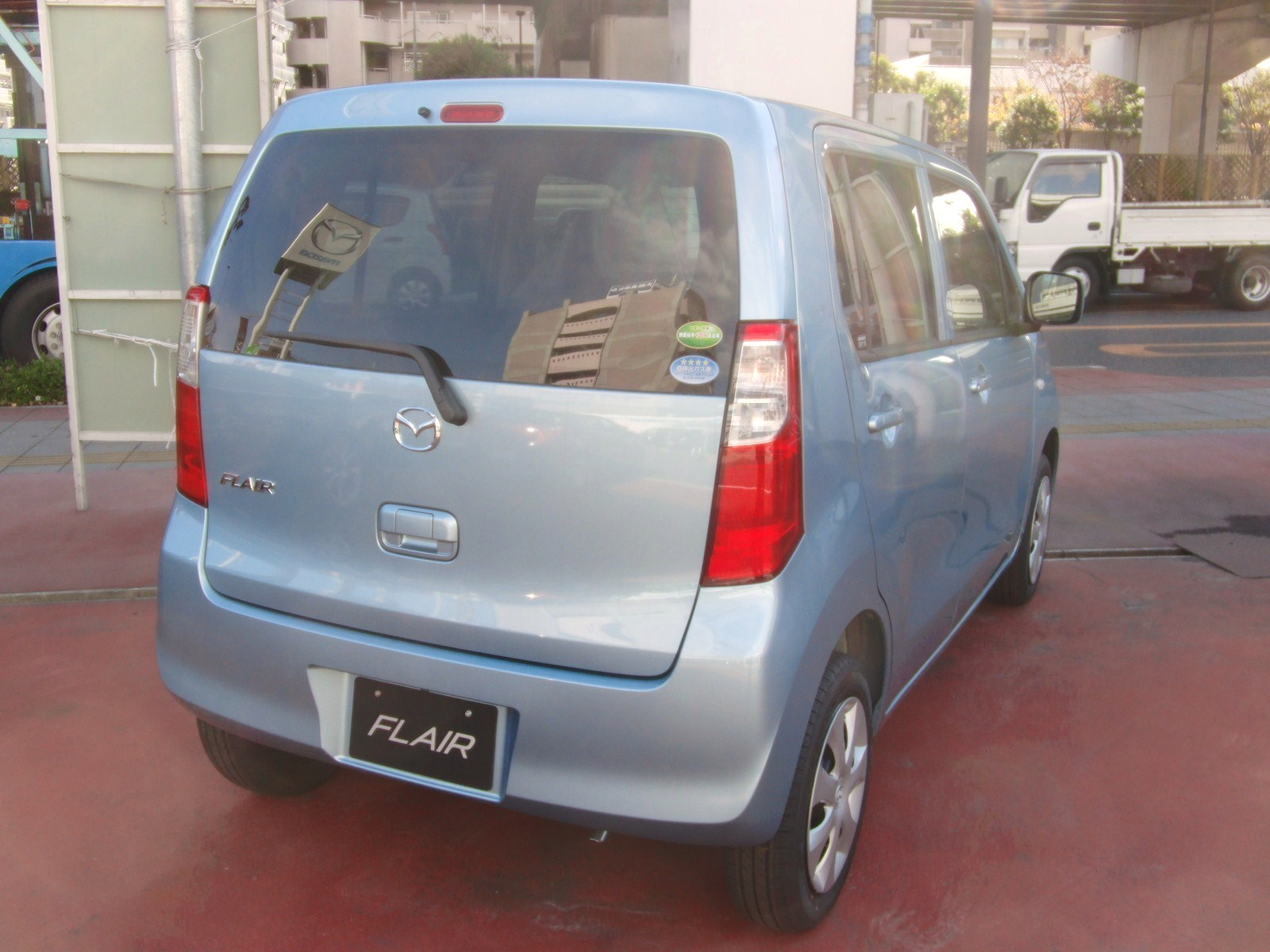
마쓰다 플레어 XG 후면부
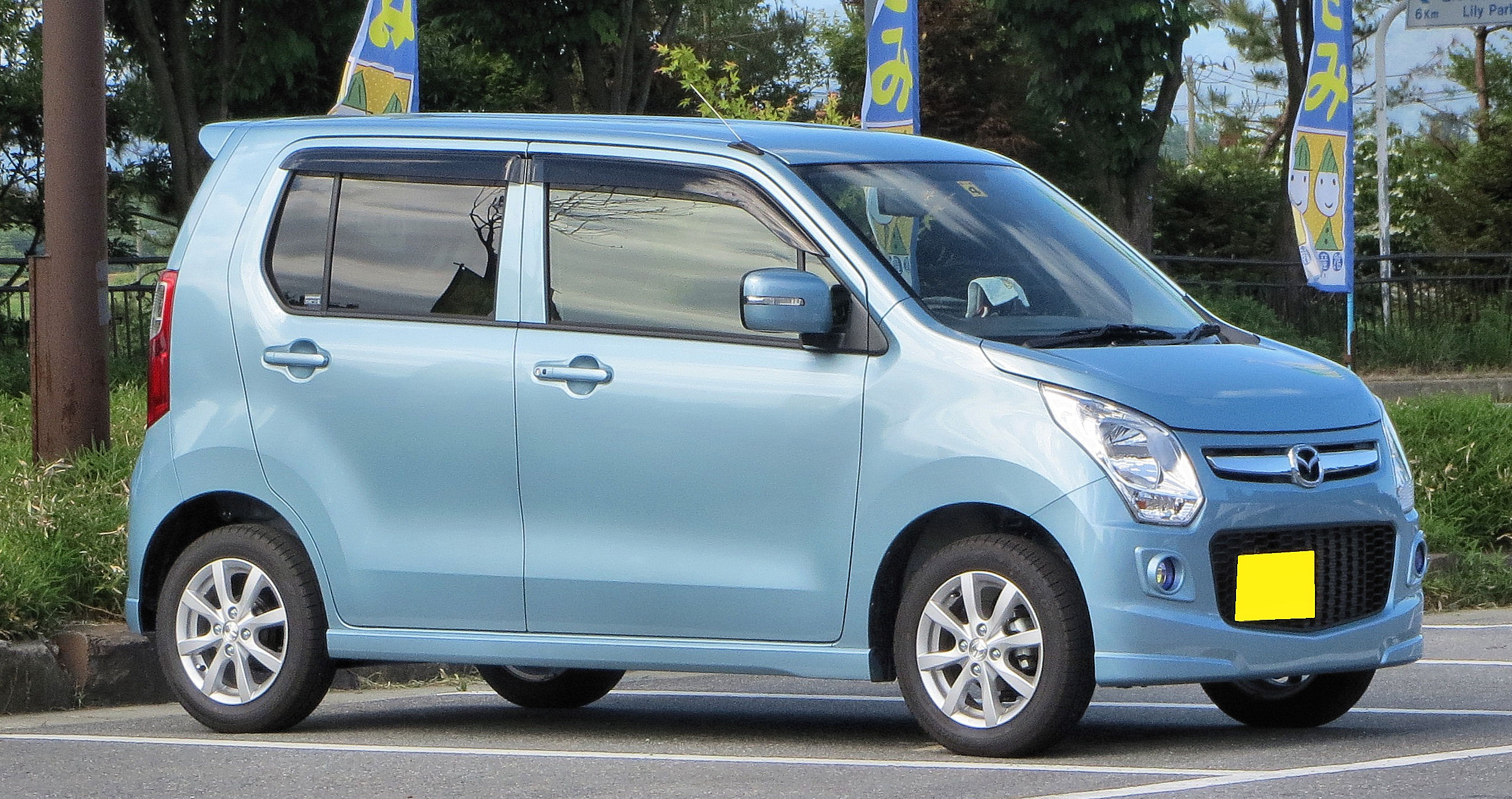
마쓰다 플레어 XS 전기형 전면부
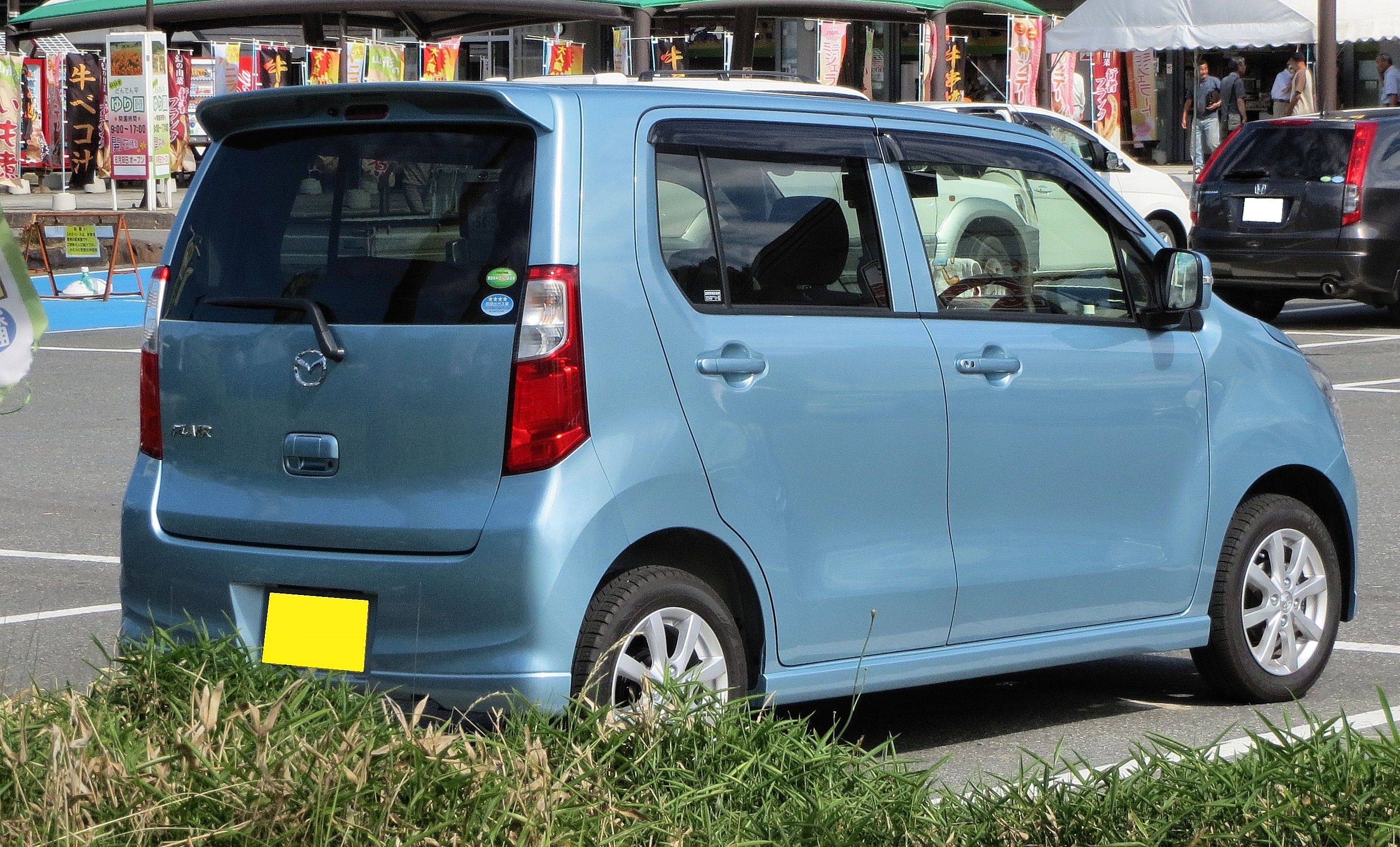
마쓰다 플레어 XS 전기형 후면부
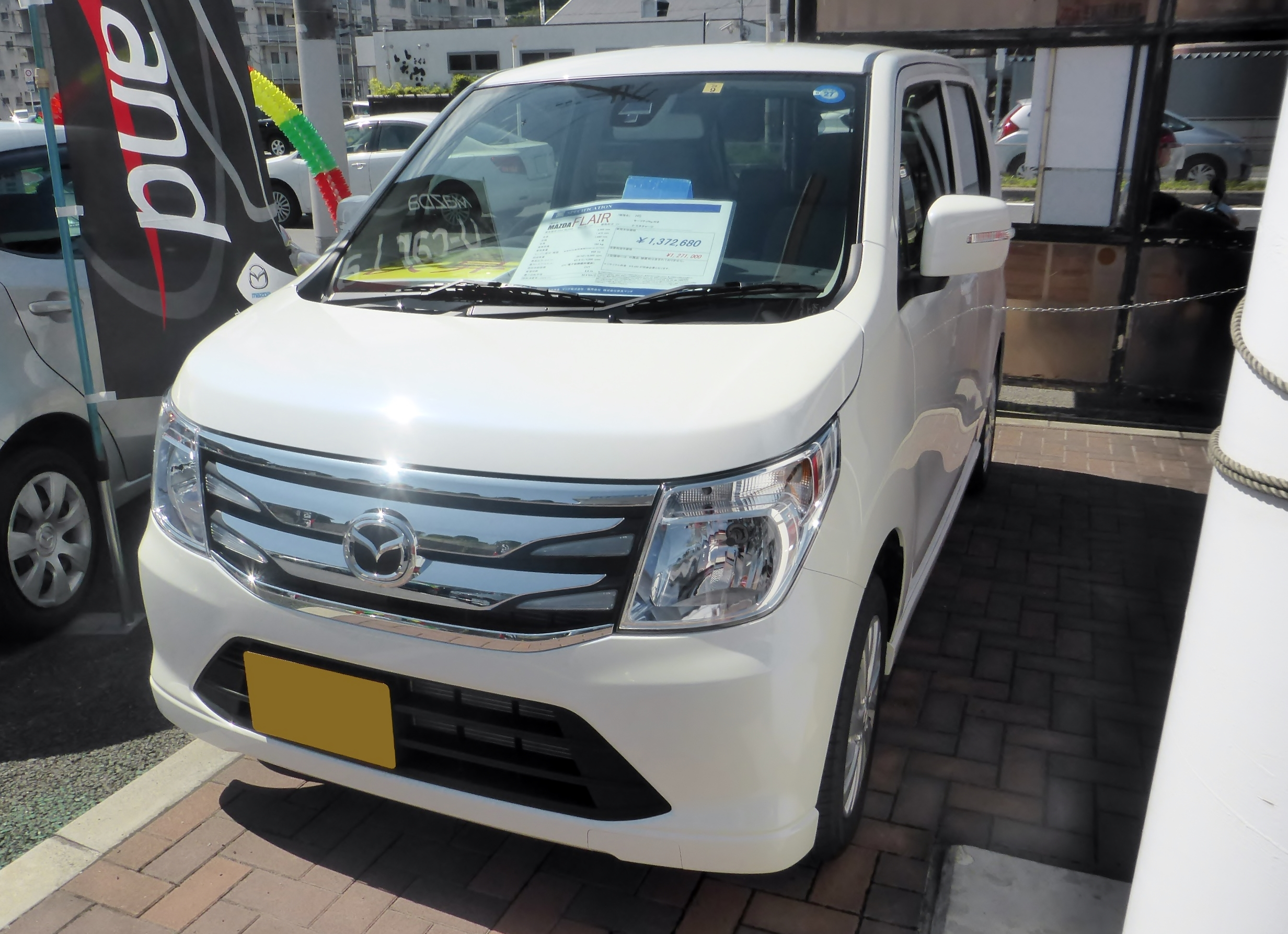
마쓰다 플레어 HS 전면부
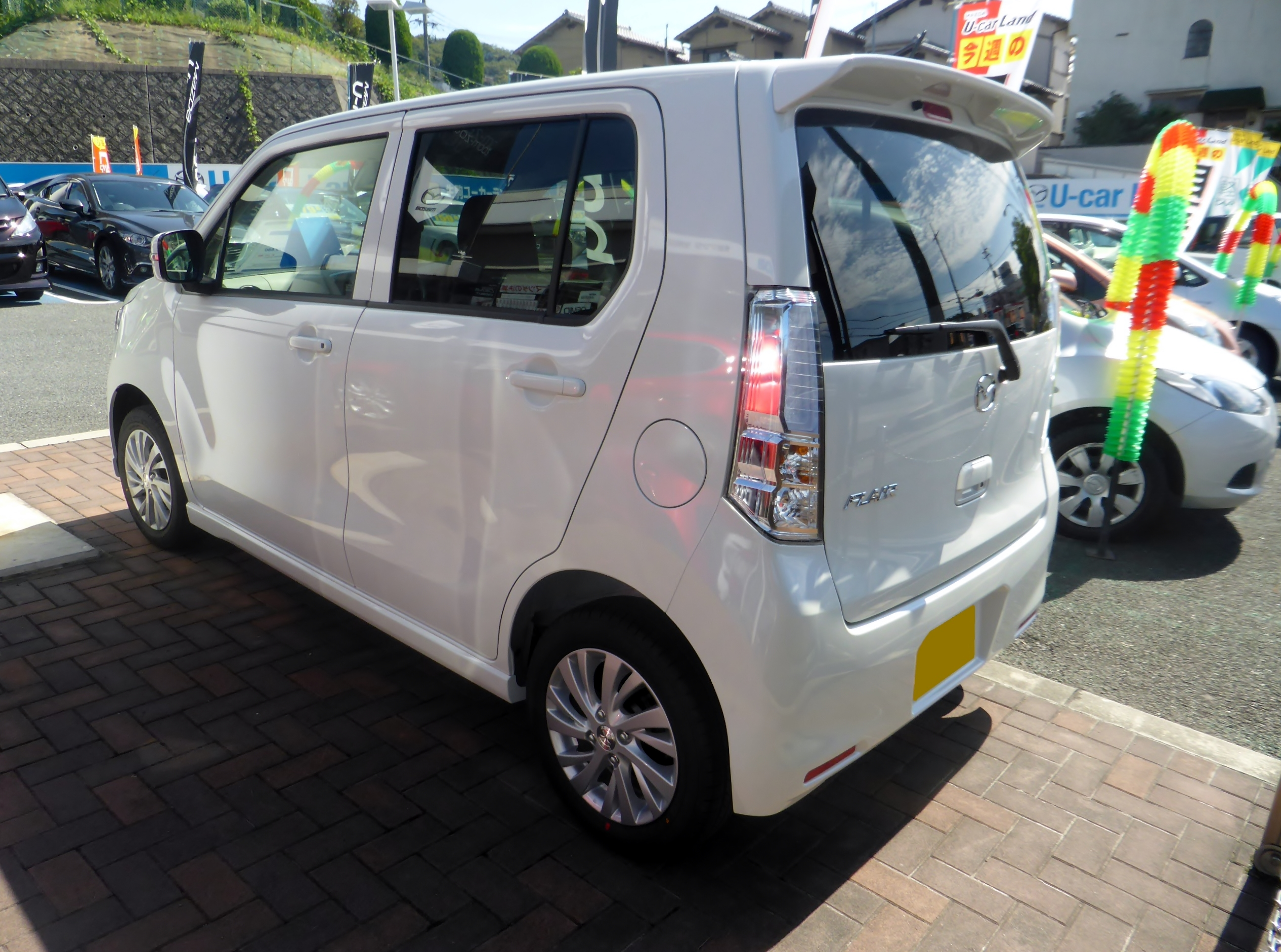
마쓰다 플레어 HS 후면부
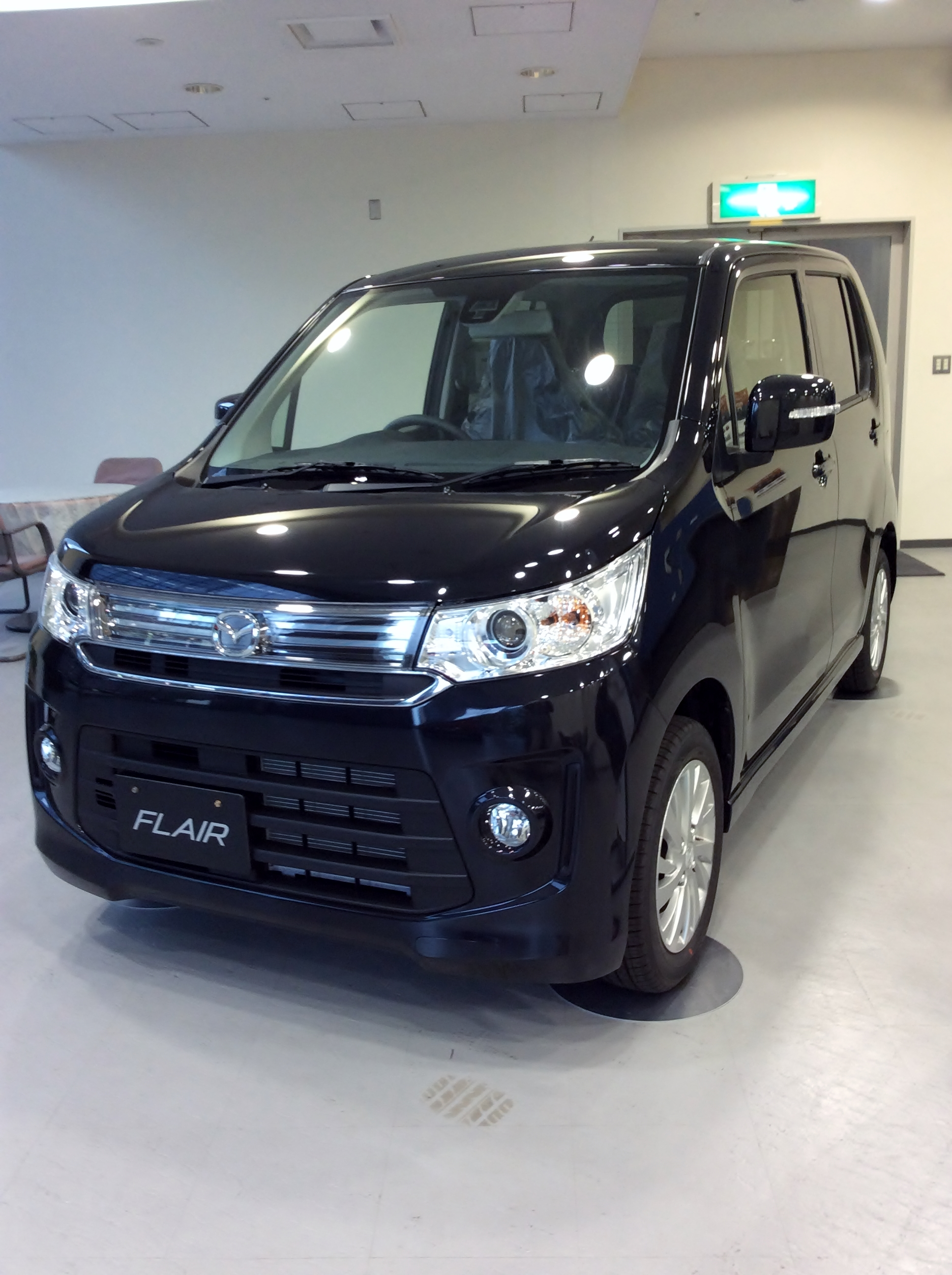
마쓰다 플레어 커스텀 전면부
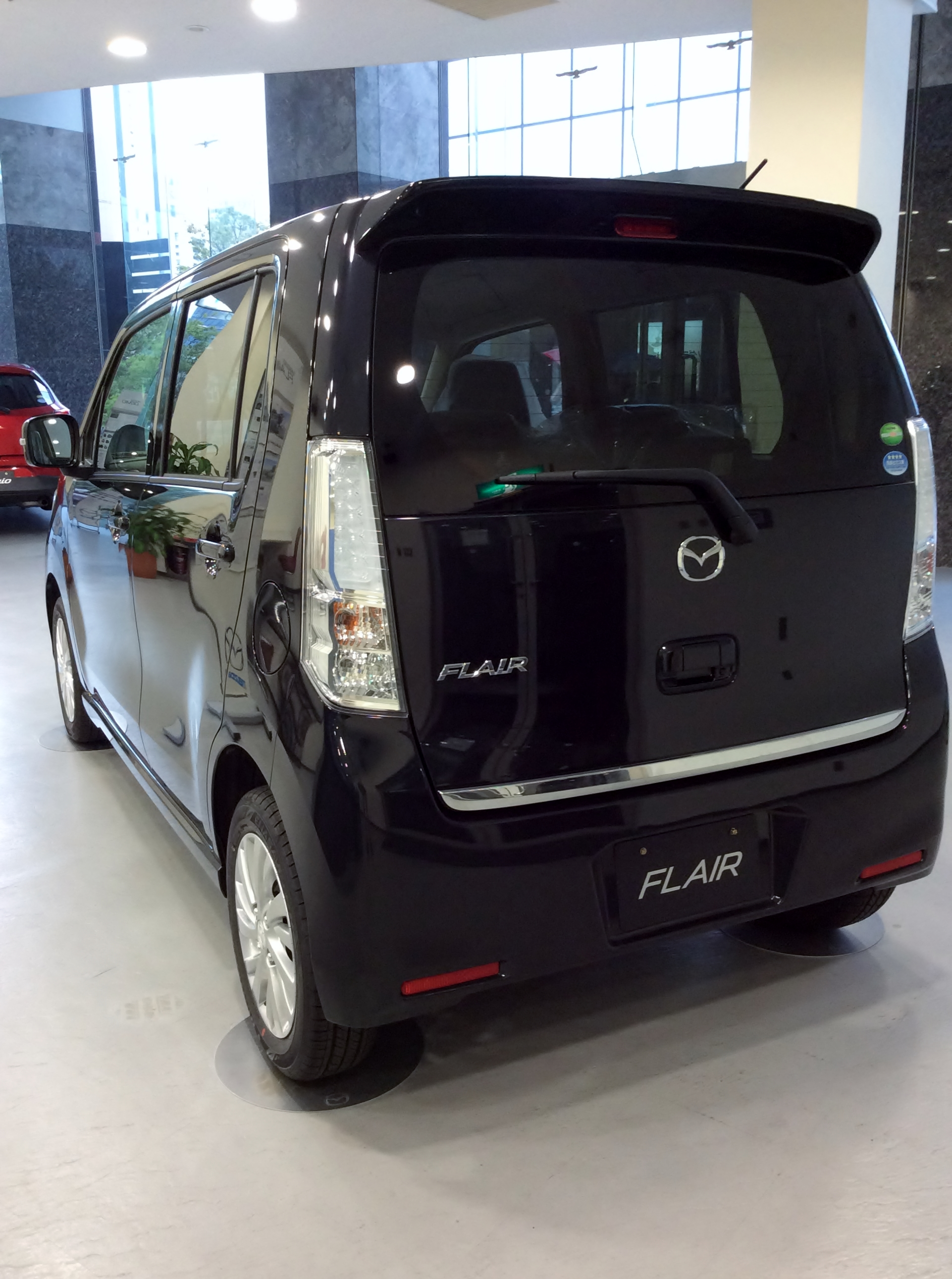
마쓰다 플레어 커스텀 후면부

## 6세대

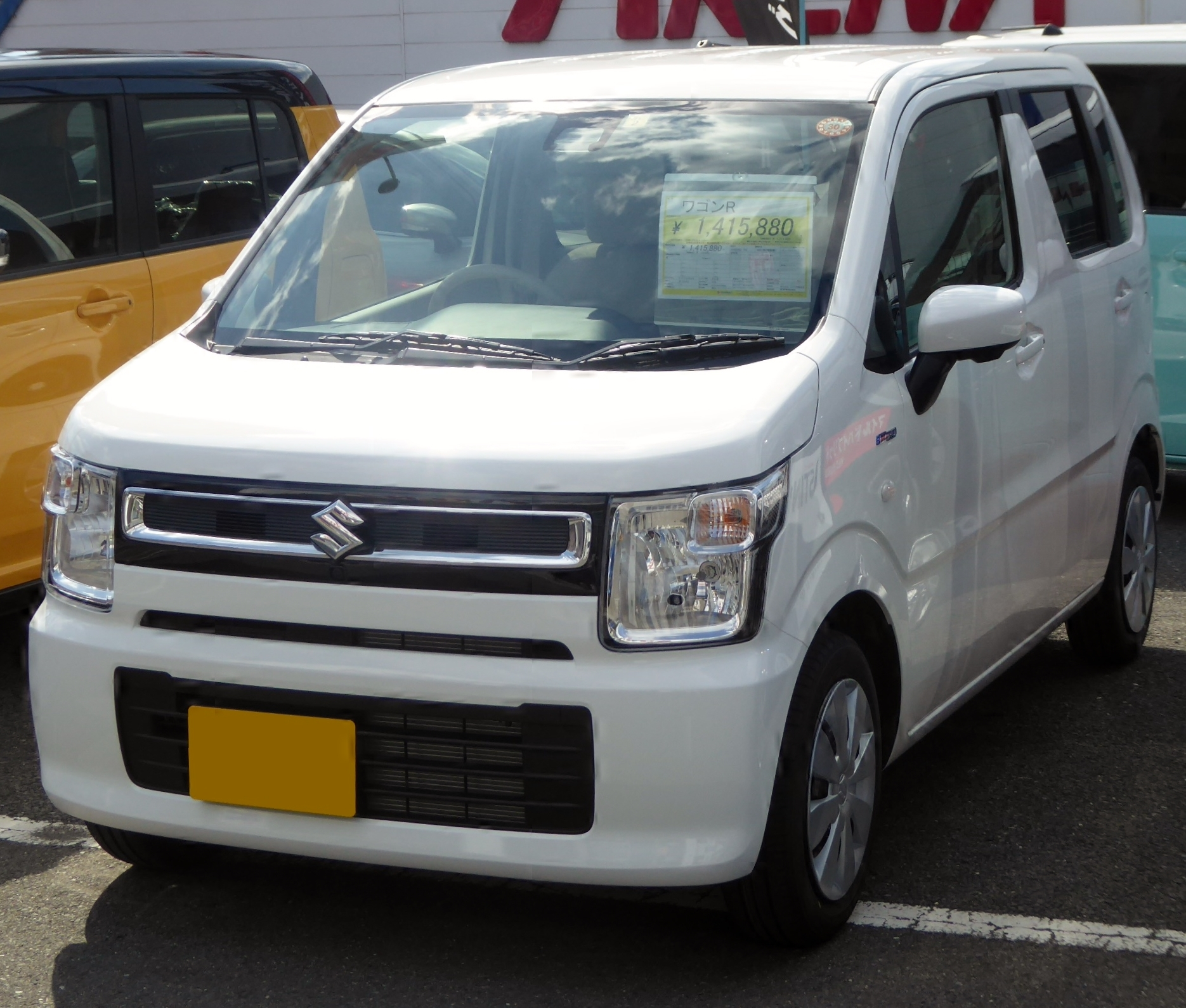
FX 전면부

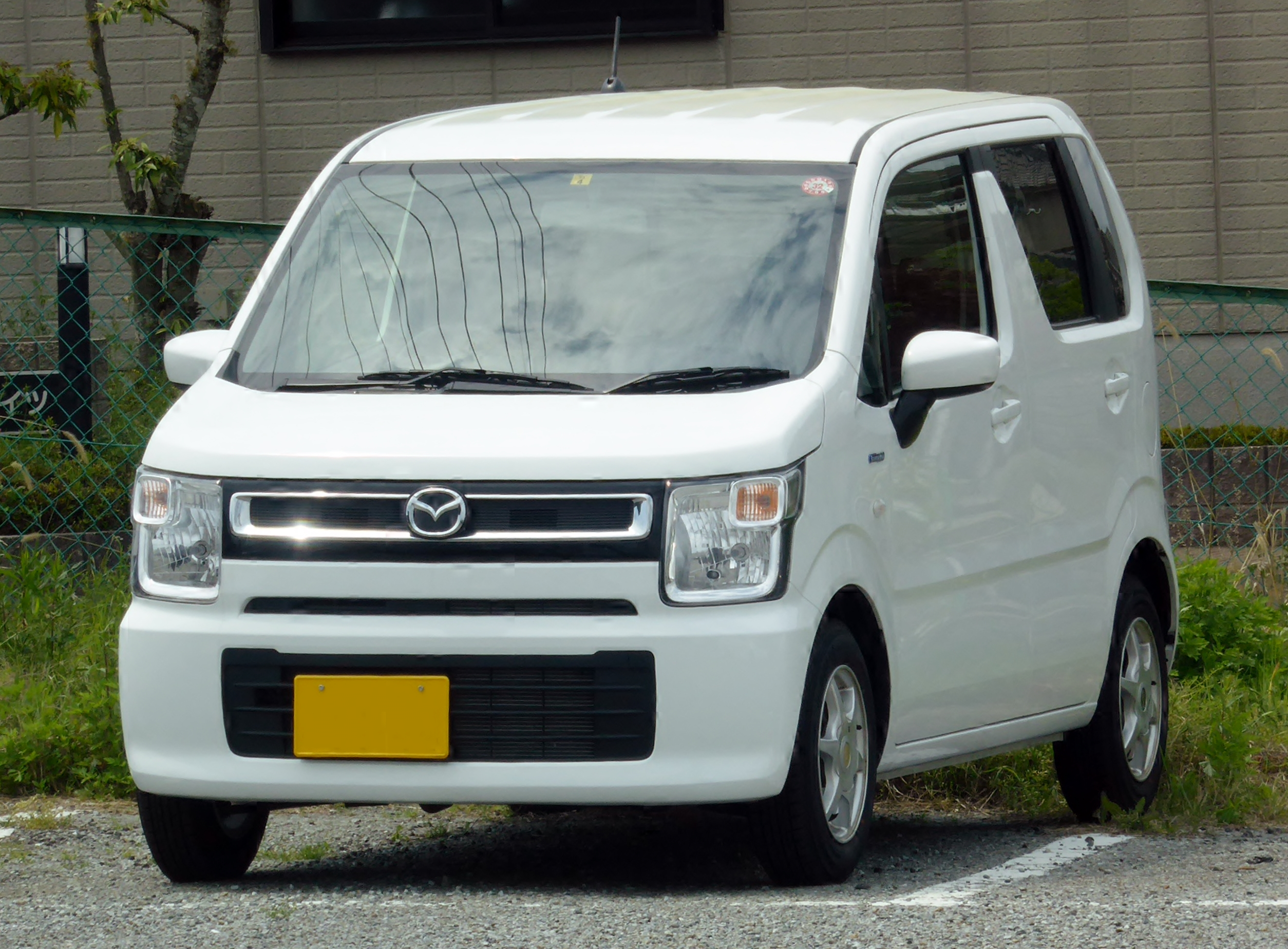
마쓰다 플레어 XG 전면부

2017년 2월 출시되었으며, 디자인은 1~3세대의 모델에서 영감을 얻어 디자인하였다. 스즈키의 신형 플랫폼인 HEARTECT가 적용되었다. 마쓰다 플레어는 기존에 있던 커스텀 모델이 폐지되었다.

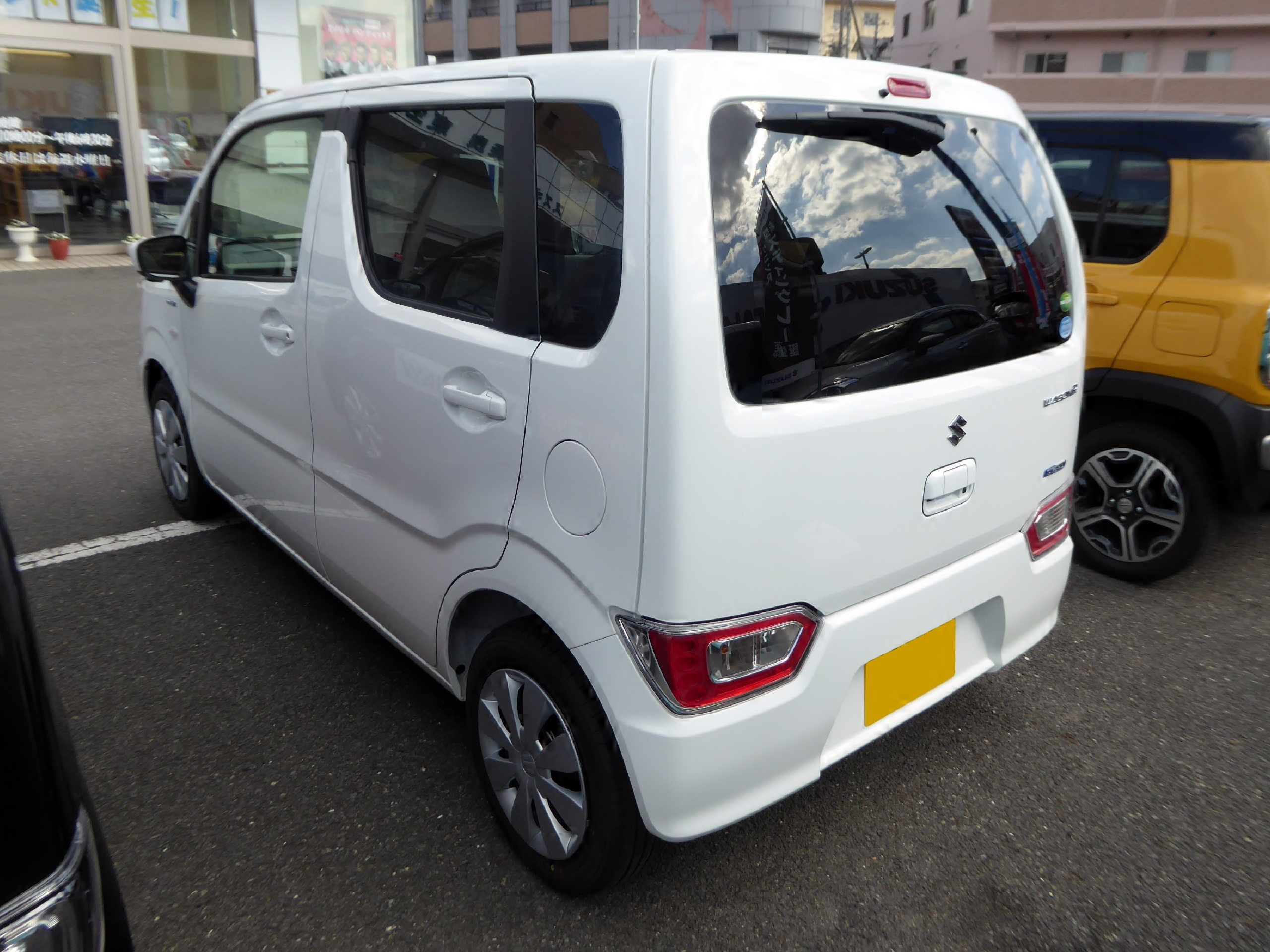
FX 후면부
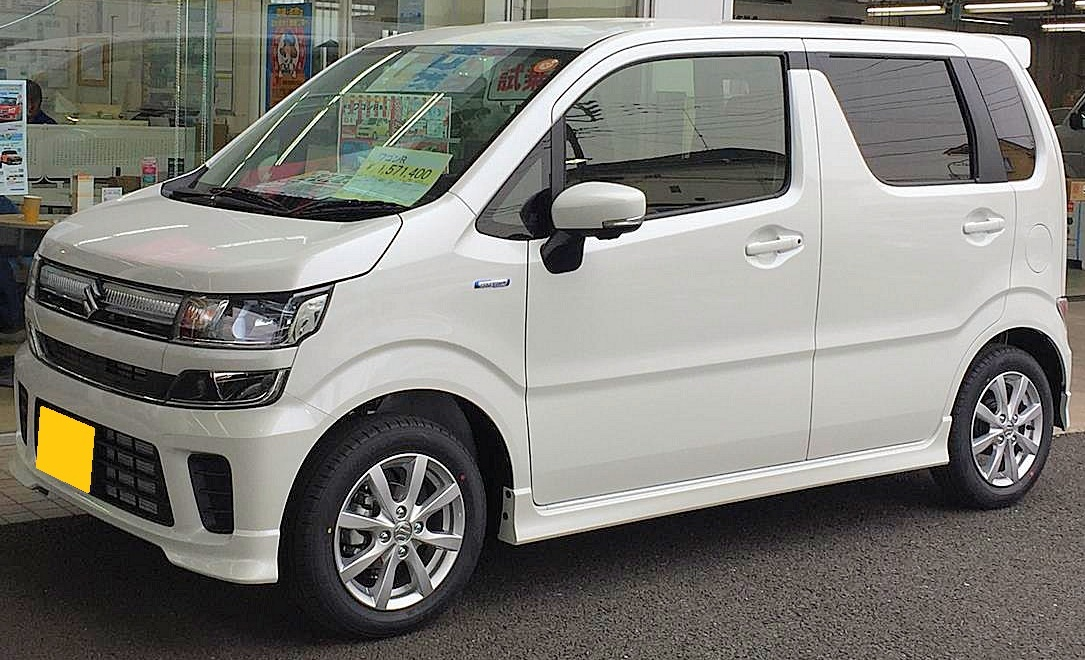
FZ 전면부
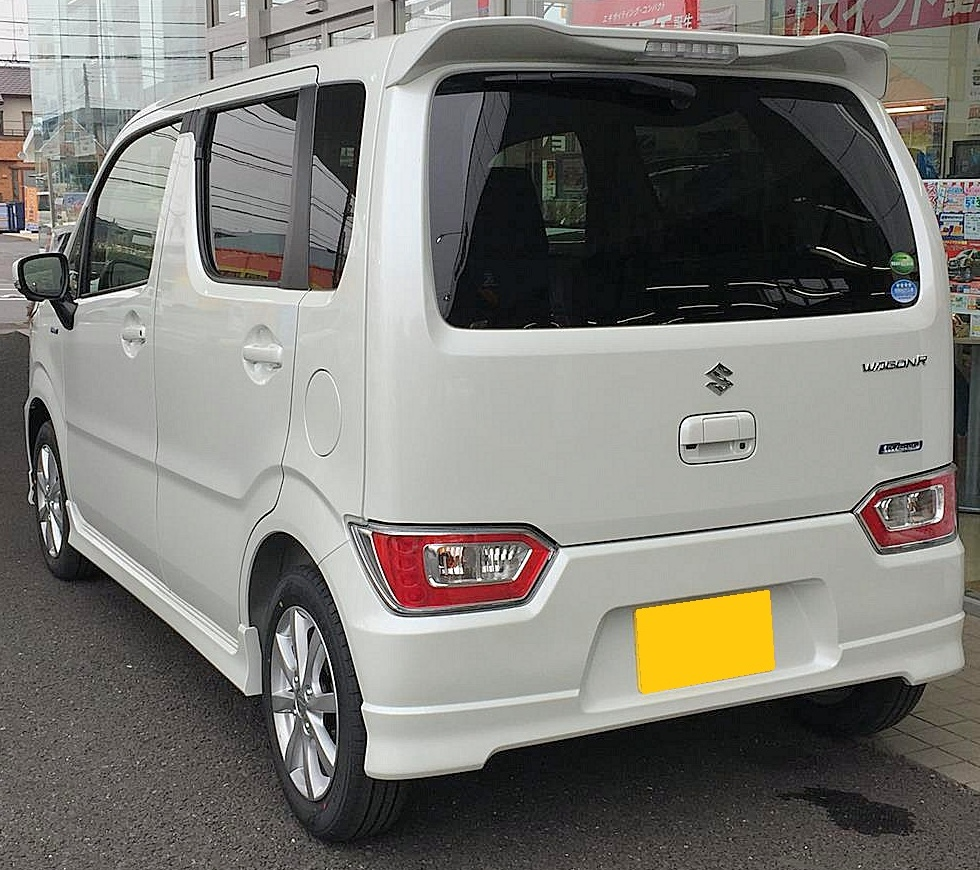
FZ 후면부
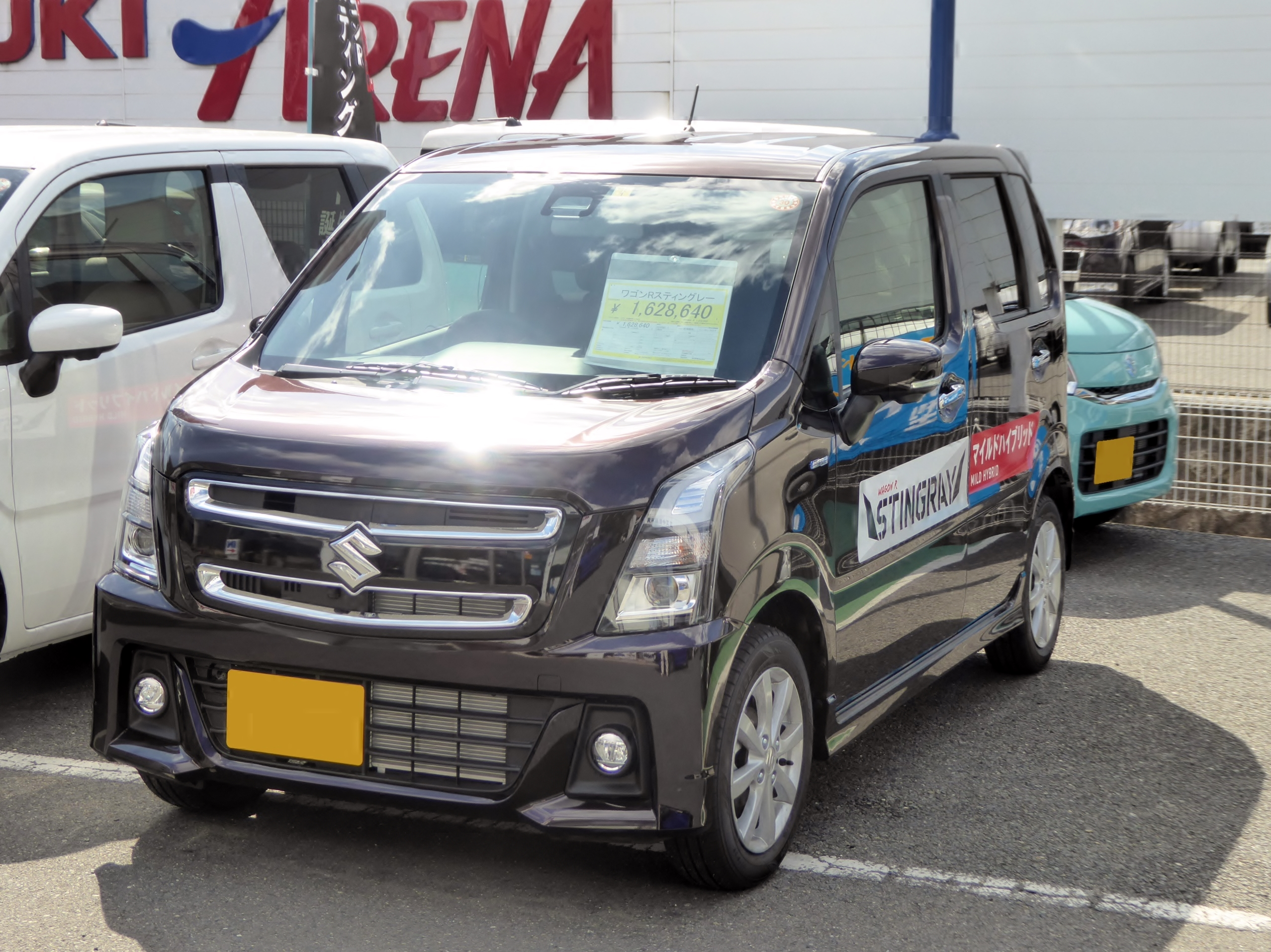
스팅레이 전면부
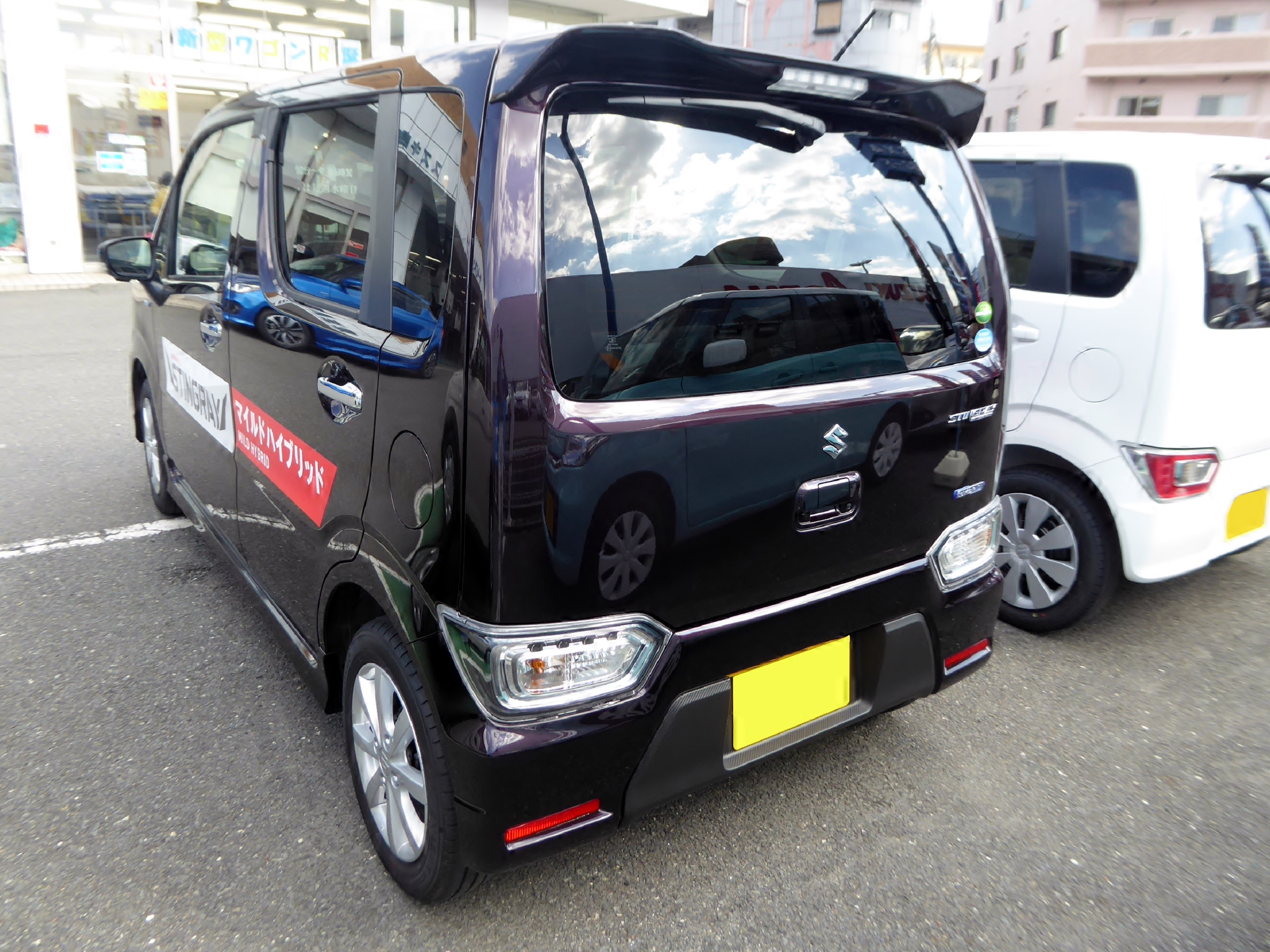
스팅레이 후면부
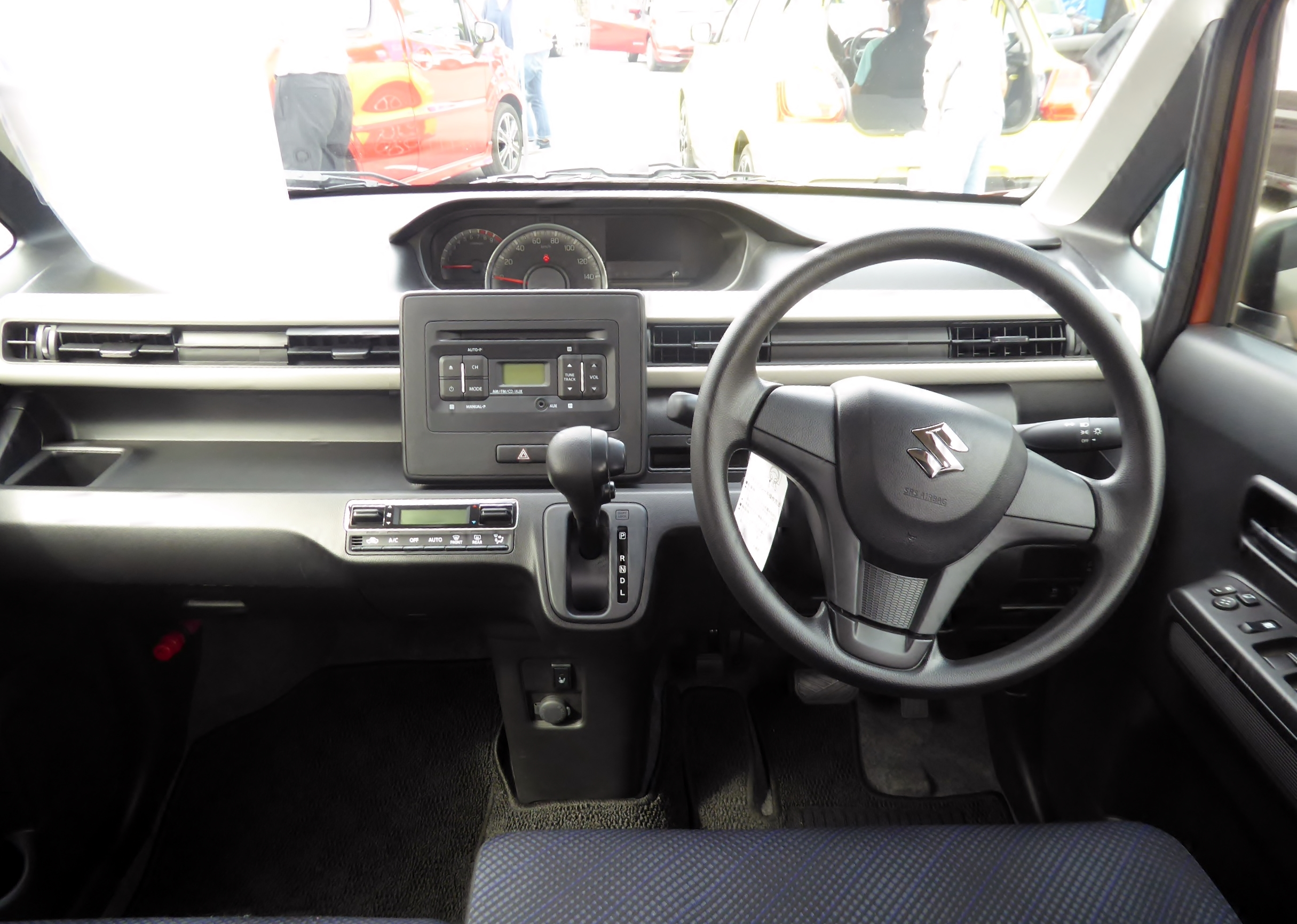
실내

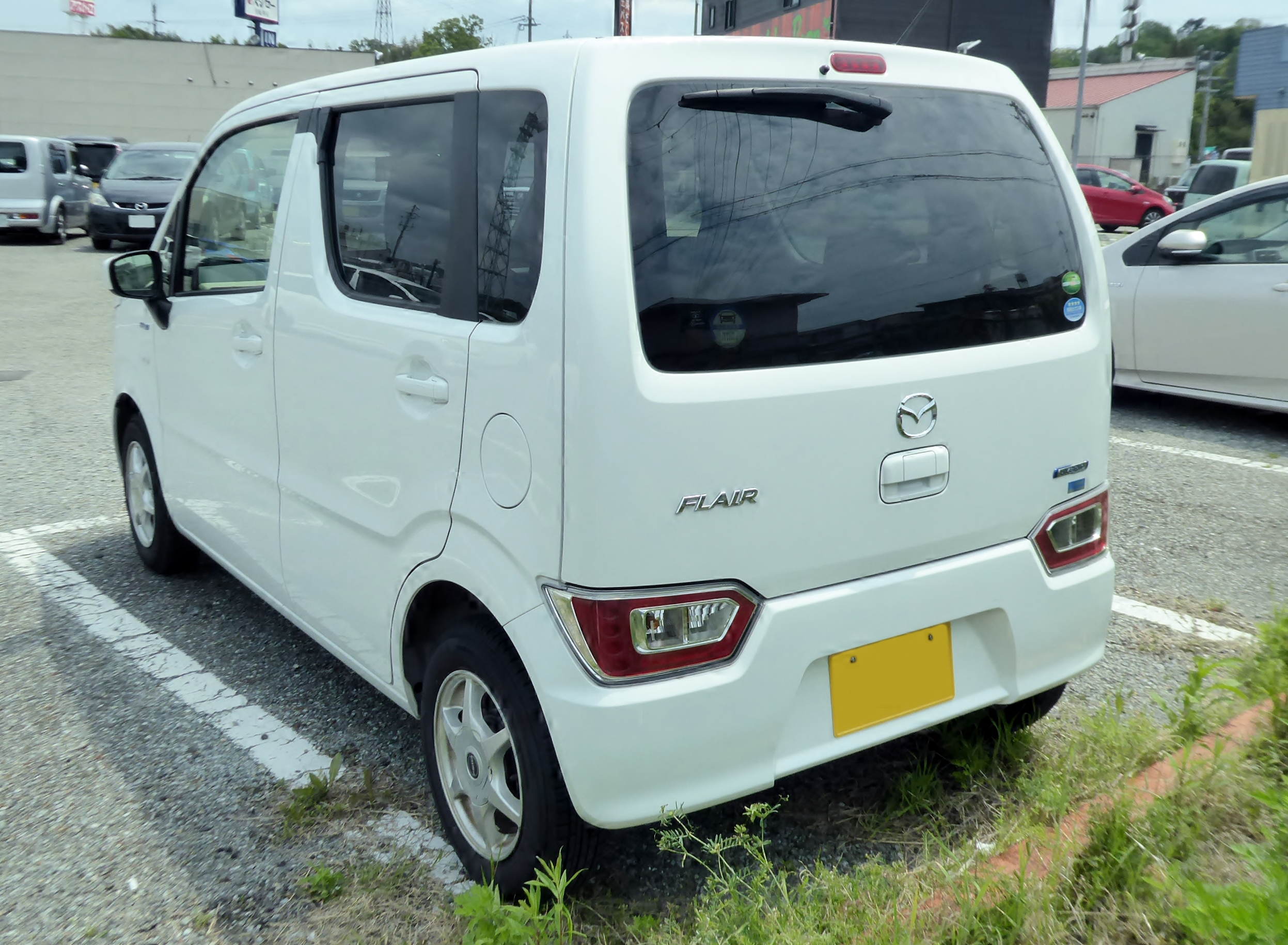
마쓰다 플레어 XG 후면부
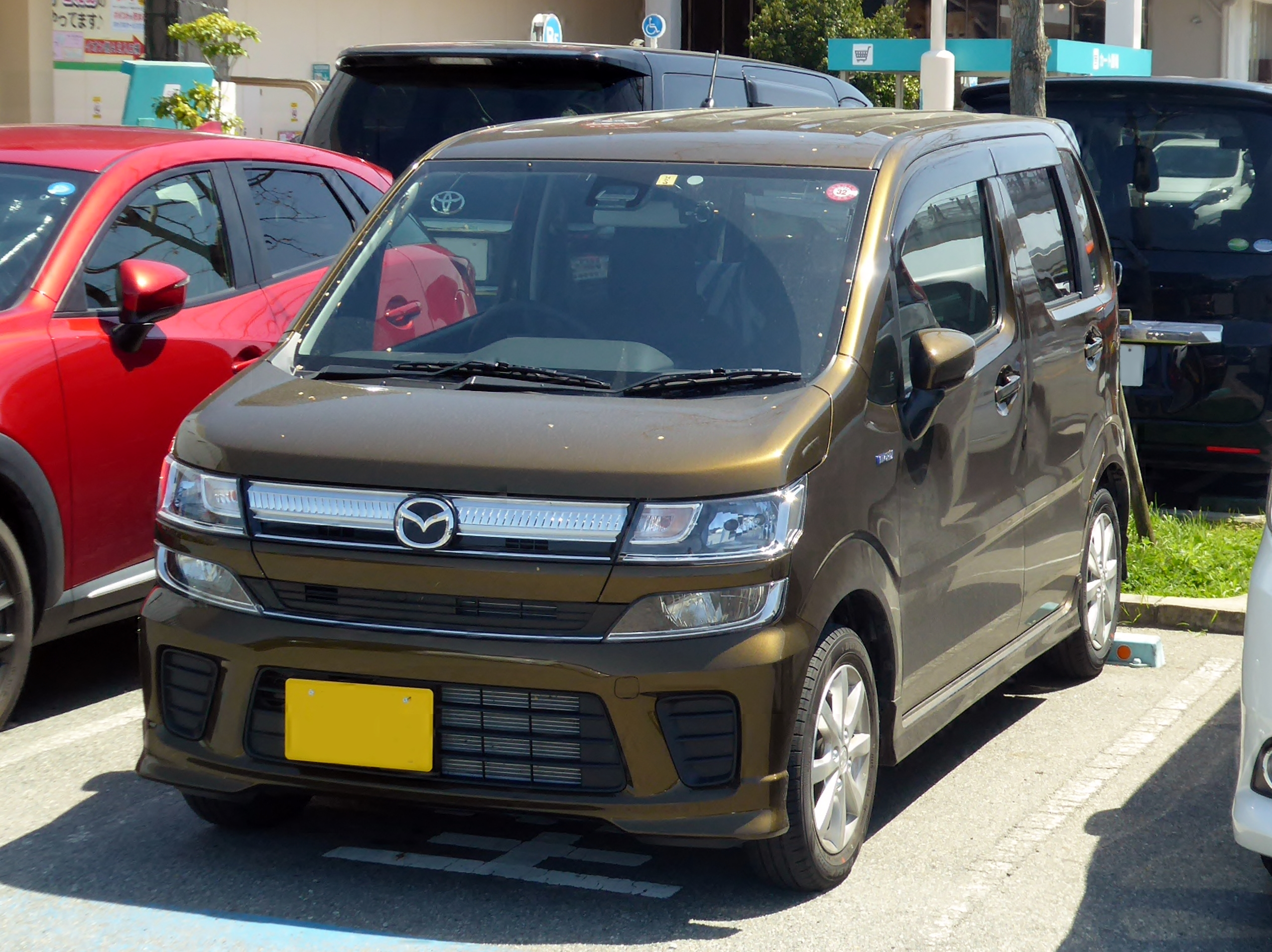
마쓰다 플레어 XS 전면부
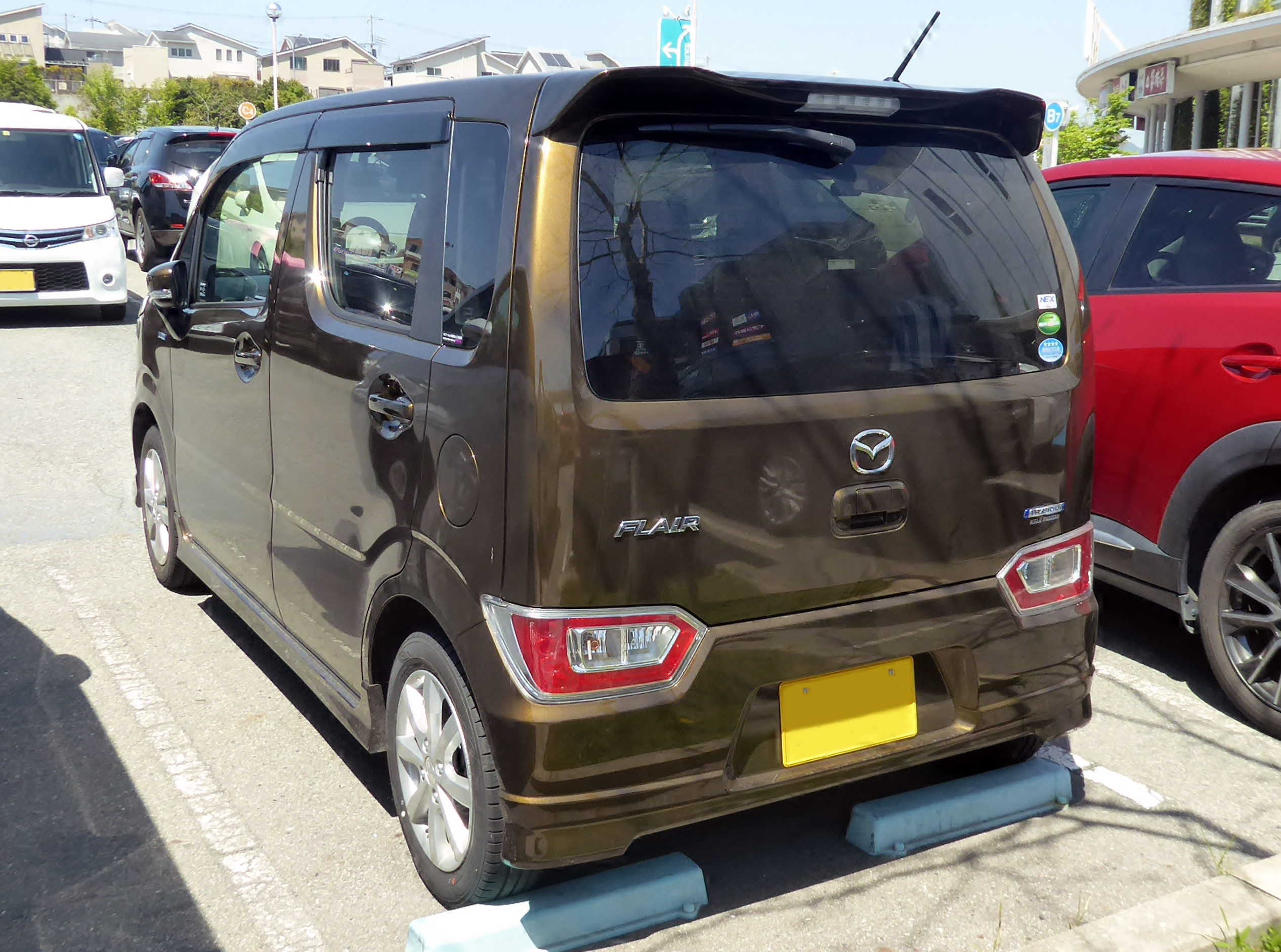
마쓰다 플레어 XS 후면부